# WTA Tour 2020
WTA Tour 2020 představoval 50. ročník nejvyšší úrovně ženského profesionálního tenisu, hraný v roce 2020. Sezóna okruhu začala 6. ledna 2020 a trvala do 15. listopadu 2020. Sezóna byla ovlivněna pandemií koronaviru, která mezi březnem až srpnem způsobila její pětiměsíční přerušení a zmrazení žebříčků. Následkem toho došlo k přeložení či zrušení řady turnajů, rovněž tak dodatečnému zařazení nových událostí.
Součástí sezóny se staly tři grandslamové turnaje – pořádané Mezinárodní tenisovou federací (ITF), osm událostí kategorie WTA Premier s úrovněmi Premier 5 a Premier a dvanáct turnajů WTA International. Zrušení postihlo poprvé od druhé světové války Wimbledon, dále pak závěrečné události WTA Finals a WTA Elite Trophy, všechny čtyři turnaje z kategorie Premier Mandatory, dvě akce kategorie Premier 5, osm z kategorie Premier a devatenáct turnajů z nejnižší kategorie International. Pobřeznový program Fed Cupu hraného v novém formátu byl přeložen na rok 2021, stejně jako plánované letní olympijské hry v Tokiu.
Na čele singlového žebříčku celou sezónu figurovala Australanka Ashleigh Bartyová. Jako deblová světová jednička do ročníku vstoupila Češka Barbora Strýcová, kterou v únoru nahradila její tchajwanská spohráčka Sie Šu-wej. Na vrcholu klasifikace pak setrvala, s výjimkou jednoho týdne, až do konce kalendářního roku.
Mužskou obdobu ženského okruhu představoval ATP Tour 2020 a nižší ženský okruh WTA 125K 2020.

## Přehled
Sezónu ovlivnila pandemie covidu-19, včetně jejího přerušení a zmrazení žebříčků mezi březnem až srpnem. Poprvé od konce druhé světové války neproběhl Wimbledon a grandslamovou sezónu premiérově uzavřel Roland Garros na přelomu září a října. Program Fed Cupu byl od března 2020 přesunut na rok 2021. Během září 2020 došlo k přejmenování soutěže na Billie Jean King Cup. Vedení řídící organizace Ženské tenisové asociace (WTA) 23. července 2020 oznámilo, že v návaznosti na rozhodnutí čínské vlády o zákazu všech sportovních akcí došlo ke zrušení všech čínských turnajů na okruzích ATP a WTA, včetně závěrečných Turnaje mistryň a WTA Elite Trophy. Na rok 2021 byly přeloženy Letní olympijské hry 2020 v Tokiu.

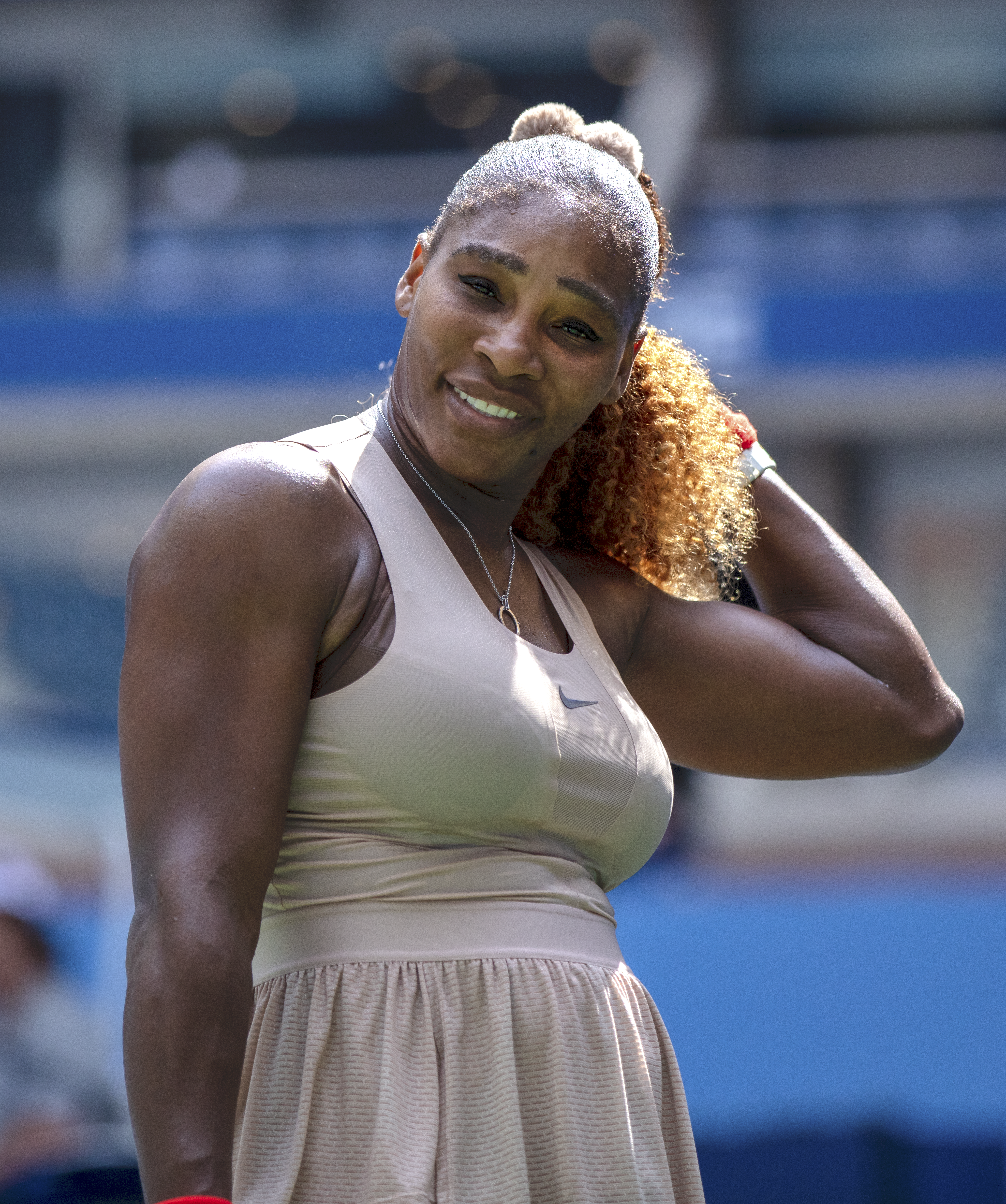
Serena Williamsová se ve věku 38 let, 3 měsíců a 18 dnů stala nejstarší vítězkou dvouhry ročníku, když ovládla lednový ASB Classic v Aucklandu

Po srpnovém obnovení sezóny se turnaje konaly za přísných proticovidových opatření, bez přítomnosti diváků. V revidovaném žebříčku WTA nebyly odčítány body z roku 2019, ale tenistky pouze přičítaly nově získané body. Ročník byl obnoven v Palermu a nově zařazenou akcí se stal navazující Prague Open. Generálka na newyorský grandslam, Cincinnati Masters tradičně hraná v Ohiu, se provizorně konala v newyorském areálu Billie Jean Kingové, kde další týden začal US Open. Do podzimního kalendáře byl dodatečně zařazen J&T Banka Ostrava Open v kategorii Premier, po němž se posledním turnajem stal listopadový Upper Austria Ladies Linz.
Ve statistikách hráček s minimálně deseti singlovými zápasy zahrála nejvíce 193 es Jelena Rybakinová (v 39 utkáních), naopak nejvyšší počet 149 dvojchyb vyprodukovala Coco Gauffová (v 18 utkáních). Nejlepší 69,1% úspěšnost prvního podání měla Julia Putincevová a druhého pak Ons Džabúrová s hodnotou 47,7 %. Nejvyšší podíl vyhraných míčů po prvním (69,6 %) i druhém (53,4 %) servisu zaznamenala Jennifer Bradyová, která tak na podání získala nejvíce 62,9 % míčů a rovněž si připsala nejvyšší 79,9% podíl vyhraných gemů na servisu. Naopak na příjmu nejvyšší podíl 50,3 % míčů vybojovala Simona Halepová. Nejvíce 54,6 % brejkobolových hrozeb odvrátila Petra Martićová a nejvyšší 53,6% úspěšnost využitých brejkbolů dosáhla Anett Kontaveitová.
Nejvíce 30 zápasů v ročníku vyhrála Elise Mertensová a nejvyšší počet 10 třísetových vítězství získala Sofia Keninová. Muguruzaová, Ostapenková a Sakkariová jako jediné vyhrály nad členkami první světové desítky třikrát. Dvěma hráčkami se třemi singlovými trofejemi sezóny se staly Simona Halepová a Aryna Sabalenková. Ve čtyřhře vybojovaly čtyři triumfy pouze Barbora Strýcová se Sie Šu-wej. Nejvíce 22 es v jediném utkání nastřílela Alison Van Uytvancková proti Sofii Keninové v semifinále Lyon Open. V utkání, které skončilo výsledkem 7–6, 6–7 a 7–6 ve prospěch Keninové, byl také odehrán nejvyšší počet 39 gemů v celém ročníku. Nejkratší dohraný zápas trval 39 minut. Jekatěrina Alexandrovová na úvod Internationaux de Strasbourg zdolala Storm Sandersovou 6–1 a 6–0. Naopak nejdelším střetnutím se stalo čtvrtfinále Hobart International, v němž Heather Watsonová vyřadila za 3.33 hodiny Elise Mertensovou poměrem 6–7, 6–4 a 7–5.

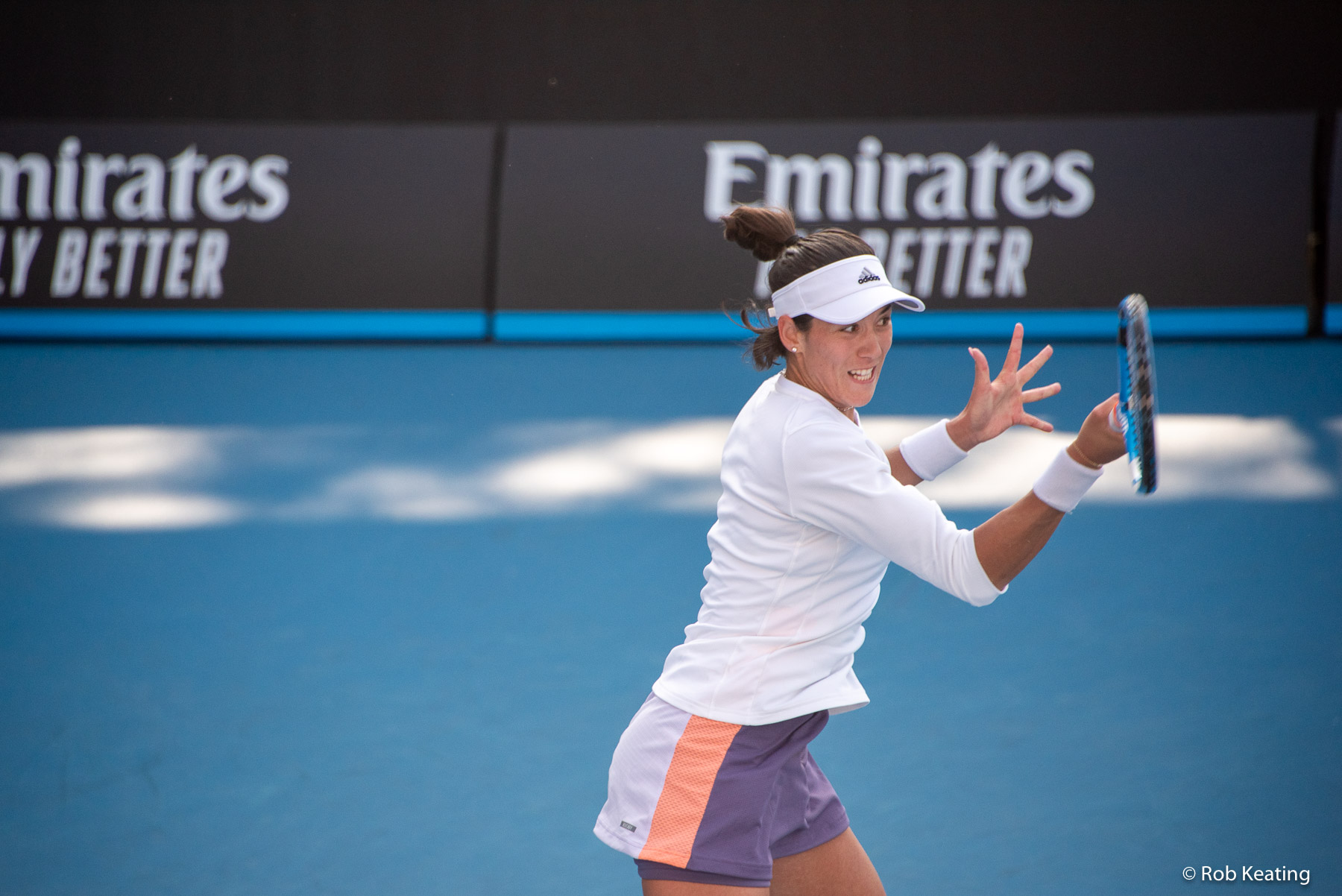
Garbiñe Muguruzaová si zahrála finále Australian Open a sezónu zakončila na 15. místě

Nejmladší turnajovou vítězkou ročníku se stala Iga Świąteková na Roland Garros ve věku 19 let a 3 měsíců, následována Jelenou Rybakinovou v Hobartu (20 let, 6 měsíců a 20 dnů) a Sofií Keninovou na Australian open (21 let, 2 měsíce a 10 dnů). Jako nejstarší šampionka triumfovala Serena Williamsová ve věku 38 let, 3 měsíců a 18 dnů na aucklandském ASB Classic, následována Viktorií Azarenkovou na US Open (31 let a 29 dnů). Cestou za titulem ztratila nejméně 25 her Kiki Bertensová na St. Petersburg Ladies Trophy.
Nejdelší tiebreak vyhrála Tamara Korpatschová nad CiCi Bellisovou poměrem míčů 15:13 na úvod US Open, ačkoli duel poté ztratila. Žebříčkově nejníže postavenou šampionkou ročníku se stala Heather Watsonová na Abierto Mexicano Telcel v Acapulku, když figurovala na 69. příčce. Dvakrát v ročníku skončilo utkání dvěma „kanáry“ 6–0 a 6–0. Nejdříve tímto poměrem setů zvítězila Markéta Vondroušová nad Arinou Rodionovovou ve druhém kole Adelaide International a poté Viktoria Azarenková nad Sofií Keninovou ve druhé fázi Internazionali BNL d'Italia.

## Chronologický přehled turnajů
Chronologický přehled turnajů uvádí kalendář událostí okruhu WTA Tour 2020 včetně dějiště, počtu hráček, povrchu, kategorie a celkové dotace.
Legenda
Tabulky měsíců uvádí vítězky a finalistky dvouhry i čtyřhry a dále pak semifinalistky a čtvrtfinalistky dvouhry. Zápis –S/–Q/–D/–X uvádí počet hráček dvouhry/hráček kvalifikace dvouhry/párů čtyřhry/párů mixu, (ZS) – základní skupina.
| Grand Slam            |
| Tour Championships    |
| WTA Premier Mandatory |
| WTA Premier 5         |
| WTA Premier           |
| WTA International     |
| Týmové soutěže        |

### Leden
| Týden od            | Turnaj | Vítězky                                                | Finalistky                               | Semifinalistky                           | Čtvrtfinalistky                                                           |
| ------------------- | --- | ------------------------------------------------------ | ---------------------------------------- | ---------------------------------------- | ------------------------------------------------------------------------- |
| 6. ledna            | Brisbane International Brisbane, Austrálie WTA Premier 1 500 0000 $ – tvrdý – 30S/32Q/16D dvouhra • čtyřhra     | Karolína Plíšková 6–4, 4–6, 7–5                        | Madison Keysová                          | Petra Kvitová Naomi Ósakaová             | Jennifer Bradyová Danielle Collinsová Kiki Bertensová Alison Riskeová     |
| 6. ledna            | Brisbane International Brisbane, Austrálie WTA Premier 1 500 0000 $ – tvrdý – 30S/32Q/16D dvouhra • čtyřhra     | Sie Šu-wej Barbora Strýcová 3–6, 7–6(9–7), [10–8]      | Ashleigh Bartyová Kiki Bertensová        | Petra Kvitová Naomi Ósakaová             | Jennifer Bradyová Danielle Collinsová Kiki Bertensová Alison Riskeová     |
| 6. ledna            | Shenzhen Open Šen-čen, ČLR WTA International 775 000 $ – tvrdý – 32S/16Q/16D dvouhra • čtyřhra                  | Jekatěrina Alexandrovová 6–2, 6–4                      | Jelena Rybakinová                        | Garbiñe Muguruzaová Kristýna Plíšková    | Zarina Dijasová Wang Čchiang Elise Mertensová Kateryna Bondarenková       |
| 6. ledna            | Shenzhen Open Šen-čen, ČLR WTA International 775 000 $ – tvrdý – 32S/16Q/16D dvouhra • čtyřhra                  | Barbora Krejčíková Kateřina Siniaková 6–2, 3–6, [10–4] | Tuan Jing-jing Čeng Saj-saj              | Garbiñe Muguruzaová Kristýna Plíšková    | Zarina Dijasová Wang Čchiang Elise Mertensová Kateryna Bondarenková       |
| 6. ledna            | ASB Classic Auckland, Nový Zéland WTA International 275 000 $ – tvrdý – 32S/32Q/16D dvouhra • čtyřhra           | Serena Williamsová 6–3, 6–4                            | Jessica Pegulaová                        | Amanda Anisimovová Caroline Wozniacká    | Laura Siegemundová Eugenie Bouchardová Julia Görgesová Alizé Cornetová    |
| 6. ledna            | ASB Classic Auckland, Nový Zéland WTA International 275 000 $ – tvrdý – 32S/32Q/16D dvouhra • čtyřhra           | Asia Muhammadová Taylor Townsendová 6–4, 6–4           | Serena Williamsová Caroline Wozniacká    | Amanda Anisimovová Caroline Wozniacká    | Laura Siegemundová Eugenie Bouchardová Julia Görgesová Alizé Cornetová    |
| 13. ledna           | Adelaide International Adelaide, Austrálie WTA Premier 848 000 $ – tvrdý – 30S/24Q/16D dvouhra • čtyřhra        | Ashleigh Bartyová 6–2, 7–5                             | Dajana Jastremská                        | Danielle Collinsová Aryna Sabalenková    | Markéta Vondroušová Belinda Bencicová Donna Vekićová Simona Halepová      |
| 13. ledna           | Adelaide International Adelaide, Austrálie WTA Premier 848 000 $ – tvrdý – 30S/24Q/16D dvouhra • čtyřhra        | Nicole Melicharová Sü I-fan 2–6, 7–5, [10–5]           | Gabriela Dabrowská Darija Juraková       | Danielle Collinsová Aryna Sabalenková    | Markéta Vondroušová Belinda Bencicová Donna Vekićová Simona Halepová      |
| 13. ledna           | Hobart International Hobart, Austrálie WTA International 275 000 $ – tvrdý – 32S/24Q/16D dvouhra • čtyřhra      | Jelena Rybakinová 7–6(9–7), 6–3                        | Čang Šuaj                                | Heather Watsonová Veronika Kuděrmetovová | Elise Mertensová Lizette Cabrerová Lauren Davisová Garbiñe Muguruzaová    |
| 13. ledna           | Hobart International Hobart, Austrálie WTA International 275 000 $ – tvrdý – 32S/24Q/16D dvouhra • čtyřhra      | Nadija Kičenoková Sania Mirzaová 6–4, 6–4              | Pcheng Šuaj Čang Šuaj                    | Heather Watsonová Veronika Kuděrmetovová | Elise Mertensová Lizette Cabrerová Lauren Davisová Garbiñe Muguruzaová    |
| 20. ledna 27. ledna | Australian Open Melbourne, Austrálie Grand Slam 32 846 000 A$ – tvrdý 128S/128Q/64D/32X dvouhra • čtyřhra • mix | Sofia Keninová 4–6, 6–2, 6–2                           | Garbiñe Muguruzaová                      | Ashleigh Bartyová Simona Halepová        | Petra Kvitová Ons Džabúrová Anett Kontaveitová Anastasija Pavljučenkovová |
| 20. ledna 27. ledna | Australian Open Melbourne, Austrálie Grand Slam 32 846 000 A$ – tvrdý 128S/128Q/64D/32X dvouhra • čtyřhra • mix | Tímea Babosová Kristina Mladenovicová 6–2, 6–1         | Sie Šu-wej Barbora Strýcová              | Ashleigh Bartyová Simona Halepová        | Petra Kvitová Ons Džabúrová Anett Kontaveitová Anastasija Pavljučenkovová |
| 20. ledna 27. ledna | Australian Open Melbourne, Austrálie Grand Slam 32 846 000 A$ – tvrdý 128S/128Q/64D/32X dvouhra • čtyřhra • mix | Barbora Krejčíková Nikola Mektić 5–7, 6–4, [10–1]      | Bethanie Matteková-Sandsová Jamie Murray | Ashleigh Bartyová Simona Halepová        | Petra Kvitová Ons Džabúrová Anett Kontaveitová Anastasija Pavljučenkovová |

### Únor
| Týden od  | Turnaj | Vítězky | Finalistky                                                                               | Semifinalistky                            | Čtvrtfinalistky                                                            |
| --------- | --- | --- | ---------------------------------------------------------------------------------------- | ----------------------------------------- | -------------------------------------------------------------------------- |
| 3. února  | Fed Cup, kvalifikační kolo Everett, Spojené státy – tvrdý (h) Haag, Nizozemí – antuka (h) Kluž, Rumunsko – tvrdý (h) Florianópolis, Brazílie – antuka Cartagena, Španělsko – antuka Biel, Švýcarsko – tvrdý (h) Kortrijk, Belgie – tvrdý (h) Bratislava, Slovensko – antuka (h) | Vítězové Spojené státy 3–2 Bělorusko 3–2 Rusko 3–2 Německo 4–0 Španělsko 3–1 Švýcarsko 3–1 Belgie 3–1 Slovensko 3–1 | Poražení Lotyšsko Nizozemsko Rumunsko Brazílie Japonsko Kanada Kazachstán Velká Británie |                                           |                                                                            |
| 10. února | St. Petersburg Ladies Trophy Petrohrad, Rusko WTA Premier 848 000 $ – tvrdý (h) – 28S/24Q/16D dvouhra • čtyřhra | Kiki Bertensová 6–1, 6–3                                                                                            | Jelena Rybakinová                                                                        | Maria Sakkariová Jekatěrina Alexandrovová | Belinda Bencicová Océane Dodinová Petra Kvitová Anastasija Potapovová      |
| 10. února | St. Petersburg Ladies Trophy Petrohrad, Rusko WTA Premier 848 000 $ – tvrdý (h) – 28S/24Q/16D dvouhra • čtyřhra | Šúko Aojamová Ena Šibaharaová 4–6, 6–0, [10–3]                                                                      | Kaitlyn Christianová Alexa Guarachiová                                                   | Maria Sakkariová Jekatěrina Alexandrovová | Belinda Bencicová Océane Dodinová Petra Kvitová Anastasija Potapovová      |
| 10. února | GSB Thailand Open presented by E@ Hua Hin, Thajsko WTA International 275 000 $ – tvrdý – 32S/24Q/16D dvouhra • čtyřhra | Magda Linetteová 6–3, 6–2                                                                                           | Leonie Küngová                                                                           | Nao Hibinová Patricia Maria Țigová        | Elina Svitolinová Wang Čchiang Čeng Saj-saj Wang Si-jü                     |
| 10. února | GSB Thailand Open presented by E@ Hua Hin, Thajsko WTA International 275 000 $ – tvrdý – 32S/24Q/16D dvouhra • čtyřhra | Arina Rodionovová Storm Sandersová 6–3, 6–3                                                                         | Barbara Haasová Ellen Perezová                                                           | Nao Hibinová Patricia Maria Țigová        | Elina Svitolinová Wang Čchiang Čeng Saj-saj Wang Si-jü                     |
| 17. února | Dubai Duty Free Tennis Championships Dubaj, SAE WTA Premier 2 908 770 $ – tvrdý – 30S/48Q/28D dvouhra • čtyřhra | Simona Halepová 3–6, 6–3, 7–6(7–5)                                                                                  | Jelena Rybakinová                                                                        | Jennifer Bradyová Petra Martićová         | Aryna Sabalenková Garbiñe Muguruzaová Anett Kontaveitová Karolína Plíšková |
| 17. února | Dubai Duty Free Tennis Championships Dubaj, SAE WTA Premier 2 908 770 $ – tvrdý – 30S/48Q/28D dvouhra • čtyřhra | Sie Šu-wej Barbora Strýcová 7–5, 3–6, [10–5]                                                                        | Barbora Krejčíková Čeng Saj-saj                                                          | Jennifer Bradyová Petra Martićová         | Aryna Sabalenková Garbiñe Muguruzaová Anett Kontaveitová Karolína Plíšková |
| 24. února | Qatar Total Open Dauhá, Katar WTA Premier 5 3 240 445 $ – tvrdý – 56S/32Q/28D dvouhra • čtyřhra | Aryna Sabalenková 6–3, 6–3                                                                                          | Petra Kvitová                                                                            | Ashleigh Bartyová Světlana Kuzněcovová    | Garbiñe Muguruzaová Ons Džabúrová Belinda Bencicová Čeng Saj-saj           |
| 24. února | Qatar Total Open Dauhá, Katar WTA Premier 5 3 240 445 $ – tvrdý – 56S/32Q/28D dvouhra • čtyřhra | Sie Šu-wej Barbora Strýcová 6–2, 5–7, [10–2]                                                                        | Gabriela Dabrowská Jeļena Ostapenková                                                    | Ashleigh Bartyová Světlana Kuzněcovová    | Garbiñe Muguruzaová Ons Džabúrová Belinda Bencicová Čeng Saj-saj           |
| 24. února | Abierto Mexicano Telcel presentado por HSBC Acapulco, Mexiko WTA International 275 000 $ – tvrdý – 32S/24Q/16D dvouhra • čtyřhra | Heather Watsonová 6–4, 6–7(8–10), 6–1                                                                               | Leylah Fernandezová                                                                      | Renata Zarazúová Wang Si-jü               | Tamara Zidanšeková Anastasija Potapovová Christina McHaleová Ču Lin        |
| 24. února | Abierto Mexicano Telcel presentado por HSBC Acapulco, Mexiko WTA International 275 000 $ – tvrdý – 32S/24Q/16D dvouhra • čtyřhra | Desirae Krawczyková Giuliana Olmosová 6–3, 7–6(7–5)                                                                 | Kateryna Bondarenková Sharon Fichmanová                                                  | Renata Zarazúová Wang Si-jü               | Tamara Zidanšeková Anastasija Potapovová Christina McHaleová Ču Lin        |

### Březen
| Týden od      | Turnaj | Vítězky                                                  | Finalistky                            | Semifinalistky                           | Čtvrtfinalistky                                                           |
| ------------- | --- | -------------------------------------------------------- | ------------------------------------- | ---------------------------------------- | ------------------------------------------------------------------------- |
| 2. března     | Open 6ème Sens – Métropole de Lyon, France Lyon, Francie WTA International 275 000 $ – tvrdý (h) – 32S/24Q/16D dvouhra • čtyřhra | Sofia Keninová 6–2, 4–6, 6–4                             | Anna-Lena Friedsamová                 | Alison Van Uytvancková Darja Kasatkinová | Océane Dodinová Caroline Garciaová Camila Giorgiová Viktória Kužmová      |
| 2. března     | Open 6ème Sens – Métropole de Lyon, France Lyon, Francie WTA International 275 000 $ – tvrdý (h) – 32S/24Q/16D dvouhra • čtyřhra | Laura Ioana Paarová Julia Wachaczyková 7–5, 6–4          | Lesley Kerkhoveová Bibiane Schoofsová | Alison Van Uytvancková Darja Kasatkinová | Océane Dodinová Caroline Garciaová Camila Giorgiová Viktória Kužmová      |
| 2. března     | Abierto GNP Seguros Monterrey, Mexiko WTA International 275 000 $ – tvrdý – 32S/24Q/16D dvouhra • čtyřhra                        | Elina Svitolinová 7–5, 4–6, 6–4                          | Marie Bouzková                        | Arantxa Rusová Johanna Kontaová          | Leylah Fernandezová Rebecca Petersonová Wang Ja-fan Anastasija Potapovová |
| 2. března     | Abierto GNP Seguros Monterrey, Mexiko WTA International 275 000 $ – tvrdý – 32S/24Q/16D dvouhra • čtyřhra                        | Kateryna Bondarenková Sharon Fichmanová 4–6, 6–3, [10–7] | Miju Katová Wang Ja-fan               | Arantxa Rusová Johanna Kontaová          | Leylah Fernandezová Rebecca Petersonová Wang Ja-fan Anastasija Potapovová |
| Zbytek března | přerušení kvůli pandemii covidu                                                                                                  | přerušení kvůli pandemii covidu                          | přerušení kvůli pandemii covidu       | přerušení kvůli pandemii covidu          | přerušení kvůli pandemii covidu                                           |

### Duben–červenec
| duben–červenec | turnaje nehrány pro pandemii covidu-19 | turnaje nehrány pro pandemii covidu-19 | turnaje nehrány pro pandemii covidu-19 | turnaje nehrány pro pandemii covidu-19 | turnaje nehrány pro pandemii covidu-19 |

### Srpen
| Týden od          | Turnaj | Vítězky                                           | Finalistky                                   | Semifinalistky                          | Čtvrtfinalistky                                                                   |
| ----------------- | --- | ------------------------------------------------- | -------------------------------------------- | --------------------------------------- | --------------------------------------------------------------------------------- |
| 3. srpna          | 31st Palermo Ladies Open Palermo, Itálie WTA International 163 103 € – antuka – 32S/24Q/16D dvouhra • čtyřhra                                      | Fiona Ferrová 6–2, 7–5                            | Anett Kontaveitová                           | Petra Martićová Camila Giorgiová        | Aljaksandra Sasnovičová Elisabetta Cocciarettová Sara Erraniová Dajana Jastremská |
| 3. srpna          | 31st Palermo Ladies Open Palermo, Itálie WTA International 163 103 € – antuka – 32S/24Q/16D dvouhra • čtyřhra                                      | Arantxa Rusová Tamara Zidanšeková 7–5, 7–5        | Elisabetta Cocciarettová Martina Trevisanová | Petra Martićová Camila Giorgiová        | Aljaksandra Sasnovičová Elisabetta Cocciarettová Sara Erraniová Dajana Jastremská |
| 10. srpna         | Prague Open Praha, Česko WTA International 225 500 $ – antuka – 32S/24Q/16D dvouhra • čtyřhra                                                      | Simona Halepová 6–2, 7–5                          | Elise Mertensová                             | Irina-Camelia Beguová Kristýna Plíšková | Magdalena Fręchová Sara Sorribesová Tormová Eugenie Bouchardová Ana Bogdanová     |
| 10. srpna         | Prague Open Praha, Česko WTA International 225 500 $ – antuka – 32S/24Q/16D dvouhra • čtyřhra                                                      | Lucie Hradecká Kristýna Plíšková 6–2, 6–2         | Monica Niculescuová Ioana Raluca Olaruová    | Irina-Camelia Beguová Kristýna Plíšková | Magdalena Fręchová Sara Sorribesová Tormová Eugenie Bouchardová Ana Bogdanová     |
| 10. srpna         | The Top Seed Open presented by Bluegrass Orthopaedics Lexington, Spojené státy WTA International 225 500 $ – tvrdý – 32S/24Q/16D dvouhra • čtyřhra | Jennifer Bradyová 6–3, 6–4                        | Jil Teichmannová                             | Shelby Rogersová Coco Gauffová          | Serena Williamsová Catherine Bellisová Marie Bouzková Ons Džabúrová               |
| 10. srpna         | The Top Seed Open presented by Bluegrass Orthopaedics Lexington, Spojené státy WTA International 225 500 $ – tvrdý – 32S/24Q/16D dvouhra • čtyřhra | Hayley Carterová Luisa Stefaniová 6–1, 7–5        | Marie Bouzková Jil Teichmannová              | Shelby Rogersová Coco Gauffová          | Serena Williamsová Catherine Bellisová Marie Bouzková Ons Džabúrová               |
| 17. srpna         | žádný turnaj v kalendáři | žádný turnaj v kalendáři                          | žádný turnaj v kalendáři                     | žádný turnaj v kalendáři                | žádný turnaj v kalendáři                                                          |
| 24. srpna         | Western & Southern Open New York, Spojené státy WTA Premier 5 2 250 829 $ – tvrdý – 56S/48Q/32D dvouhra • čtyřhra                                  | Viktoria Azarenková bez boje                      | Naomi Ósakaová                               | Elise Mertensová Johanna Kontaová       | Jessica Pegulaová Anett Kontaveitová Maria Sakkariová Ons Džabúrová               |
| 24. srpna         | Western & Southern Open New York, Spojené státy WTA Premier 5 2 250 829 $ – tvrdý – 56S/48Q/32D dvouhra • čtyřhra                                  | Květa Peschkeová Demi Schuursová 6–1, 4–6, [10–4] | Nicole Melicharová Sü I-fan                  | Elise Mertensová Johanna Kontaová       | Jessica Pegulaová Anett Kontaveitová Maria Sakkariová Ons Džabúrová               |
| 31. srpna 7. září | US Open New York, Spojené státy Grand Slam 21 656 000 $ – tvrdý – 128S/32D dvouhra • čtyřhra                                                       | Naomi Ósakaová 1–6, 6–3, 6–3                      | Viktoria Azarenková                          | Jennifer Bradyová Serena Williamsová    | Julia Putincevová Shelby Rogersová Cvetana Pironkovová Elise Mertensová           |
| 31. srpna 7. září | US Open New York, Spojené státy Grand Slam 21 656 000 $ – tvrdý – 128S/32D dvouhra • čtyřhra                                                       | Laura Siegemundová Věra Zvonarevová 6–4, 6–4      | Nicole Melicharová Sü I-fan                  | Jennifer Bradyová Serena Williamsová    | Julia Putincevová Shelby Rogersová Cvetana Pironkovová Elise Mertensová           |

### Září
| Týden od          | Turnaj | Vítězky                                        | Finalistky                                  | Semifinalistky                          | Čtvrtfinalistky                                                               |
| ----------------- | --- | ---------------------------------------------- | ------------------------------------------- | --------------------------------------- | ----------------------------------------------------------------------------- |
| 7. září           | TEB BNP Paribas Tennis Championship Istanbul Istanbul, Turecko WTA International 225 500 $ – antuka – 32S/24Q/16D dvouhra • čtyřhra | Patricia Maria Țigová 2–6, 6–1, 7–6(7–4)       | Eugenie Bouchardová                         | Paula Badosová Tereza Martincová        | Danka Kovinićová Polona Hercogová Aljaksandra Sasnovičová Rebecca Petersonová |
| 7. září           | TEB BNP Paribas Tennis Championship Istanbul Istanbul, Turecko WTA International 225 500 $ – antuka – 32S/24Q/16D dvouhra • čtyřhra | Alexa Guarachiová Desirae Krawczyková 6–1, 6–3 | Ellen Perezová Storm Sandersová             | Paula Badosová Tereza Martincová        | Danka Kovinićová Polona Hercogová Aljaksandra Sasnovičová Rebecca Petersonová |
| 14. září          | Internazionali BNL d'Italia Řím, Itálie WTA Premier 5 1 692 169 $ – antuka – 56S/32Q/28D dvouhra • čtyřhra                          | Simona Halepová 6–0, 2–1skreč                  | Karolína Plíšková                           | Garbiñe Muguruzaová Markéta Vondroušová | Julia Putincevová Viktoria Azarenková Elina Svitolinová Elise Mertensová      |
| 14. září          | Internazionali BNL d'Italia Řím, Itálie WTA Premier 5 1 692 169 $ – antuka – 56S/32Q/28D dvouhra • čtyřhra                          | Sie Šu-wej Barbora Strýcová 6–2, 6–2           | Anna-Lena Friedsamová Ioana Raluca Olaruová | Garbiñe Muguruzaová Markéta Vondroušová | Julia Putincevová Viktoria Azarenková Elina Svitolinová Elise Mertensová      |
| 21. září          | Internationaux de Strasbourg Štrasburk, Francie WTA International 225 500 $ – antuka – 32S/24Q/16D dvouhra • čtyřhra                | Elina Svitolinová 6–4, 1–6, 6–2                | Jelena Rybakinová                           | Nao Hibinová Aryna Sabalenková          | Jeļena Ostapenková Čang Šuaj Kateřina Siniaková Jil Teichmannová              |
| 21. září          | Internationaux de Strasbourg Štrasburk, Francie WTA International 225 500 $ – antuka – 32S/24Q/16D dvouhra • čtyřhra                | Nicole Melicharová Demi Schuursová 6–4, 6–3    | Hayley Carterová Luisa Stefaniová           | Nao Hibinová Aryna Sabalenková          | Jeļena Ostapenková Čang Šuaj Kateřina Siniaková Jil Teichmannová              |
| 28. září 5. října | French Open Paříž, Francie Grand Slam 19 694 806 $ – antuka – 128S/96Q/64D dvouhra • čtyřhra                                        | Iga Świąteková 6–4, 6–1                        | Sofia Keninová                              | Nadia Podoroská Petra Kvitová           | Martina Trevisanová Elina Svitolinová Danielle Collinsová Laura Siegemundová  |
| 28. září 5. října | French Open Paříž, Francie Grand Slam 19 694 806 $ – antuka – 128S/96Q/64D dvouhra • čtyřhra                                        | Tímea Babosová Kristina Mladenovicová 6–4, 7–5 | Alexa Guarachiová Desirae Krawczyková       | Nadia Podoroská Petra Kvitová           | Martina Trevisanová Elina Svitolinová Danielle Collinsová Laura Siegemundová  |

### Říjen
| Týden od  | Turnaj                                                                                                 | Vítězky                                     | Finalistky                          | Semifinalistky                     | Čtvrtfinalistky                                                                |
| --------- | --- | ------------------------------------------- | ----------------------------------- | ---------------------------------- | ------------------------------------------------------------------------------ |
| 19. října | J&T Banka Ostrava Open Ostrava, Česko WTA Premier 528 500 $ – tvrdý (h)– 28S/24Q/16D dvouhra • čtyřhra | Aryna Sabalenková 6–2, 6–2                  | Viktoria Azarenková                 | Maria Sakkariová Jennifer Bradyová | Ons Džabúrová Elise Mertensová Sara Sorribesová Tormová Veronika Kuděrmetovová |
| 19. října | J&T Banka Ostrava Open Ostrava, Česko WTA Premier 528 500 $ – tvrdý (h)– 28S/24Q/16D dvouhra • čtyřhra | Elise Mertensová Aryna Sabalenková 6–1, 6–3 | Gabriela Dabrowská Luisa Stefaniová | Maria Sakkariová Jennifer Bradyová | Ons Džabúrová Elise Mertensová Sara Sorribesová Tormová Veronika Kuděrmetovová |

### Listopad
| Týden od     | Turnaj | Vítězky                                    | Finalistky                        | Semifinalistky                              | Čtvrtfinalistky                                                                |
| ------------ | --- | ------------------------------------------ | --------------------------------- | ------------------------------------------- | ------------------------------------------------------------------------------ |
| 9. listopadu | Upper Austria Ladies Linz Linec, Rakousko WTA International 225 500 $ – tvrdý (h) – 32S/24Q/16D dvouhra • čtyřhra | Aryna Sabalenková 7–5, 6–2                 | Elise Mertensová                  | Barbora Krejčíková Jekatěrina Alexandrovová | Océane Dodinová Aljaksandra Sasnovičová Nadia Podoroská Veronika Kuděrmetovová |
| 9. listopadu | Upper Austria Ladies Linz Linec, Rakousko WTA International 225 500 $ – tvrdý (h) – 32S/24Q/16D dvouhra • čtyřhra | Arantxa Rusová Tamara Zidanšeková 6–3, 6–4 | Lucie Hradecká Kateřina Siniaková | Barbora Krejčíková Jekatěrina Alexandrovová | Océane Dodinová Aljaksandra Sasnovičová Nadia Podoroská Veronika Kuděrmetovová |

### Přeložené a zrušené turnaje
Pandemie covidu-19 postihla ženský okruh WTA Tour i mužský okruh ATP Tour. Mezi 9. březnem až 2. srpnem 2020 byla sezóna přerušena, se zrušením či přeložením turnajů. Novým termínem Letních olympijských her 2020 se stal červenec 2021. Ke zmrazení žebříčků ATP a WTA došlo 16. března. Obnovení následovalo během srpna s rozehráním okruhů. Zároveň byla upravena metodika zápočtu bodů v revidovaných žebříčcích, bez odečtu rok starých bodů.
| 9. března 16. března   | Indian Wells Masters Indian Wells, Spojené státy WTA Premier Mandatory tvrdý                            | zrušeno                                                  | zrušeno                                            | zrušeno                                            | zrušeno                                            |
| 23. března 30. března  | Miami Masters Miami, Spojené státy WTA Premier Mandatory tvrdý                                          | zrušeno                                                  | zrušeno                                            | zrušeno                                            | zrušeno                                            |
| 6. dubna               | Charleston Open Charleston, Spojené státy WTA Premier 848 000 $ – antuka (zelená) – 56S/32Q/16D         | hráno jako exhibice 22.–28. června                       | hráno jako exhibice 22.–28. června                 | hráno jako exhibice 22.–28. června                 | hráno jako exhibice 22.–28. června                 |
| 6. dubna               | Copa Colsanitas Bogota, Kolumbie WTA International 275 000 $ – antuka – 32S/24Q/16D                     | zrušeno                                                  | zrušeno                                            | zrušeno                                            | zrušeno                                            |
| 13. dubna              | Fed Cup, finále Budapešť, Maďarsko antuka (h) – 12 týmů                                                 | přeloženo na 13.–18. dubna 2021                          | přeloženo na 13.–18. dubna 2021                    | přeloženo na 13.–18. dubna 2021                    | přeloženo na 13.–18. dubna 2021                    |
| 20. dubna              | Stuttgart Open Stuttgart, Německo WTA Premier – antuka (h) – 28S/32Q/16D                                | zrušeno                                                  | zrušeno                                            | zrušeno                                            | zrušeno                                            |
| 20. dubna              | Istanbul Open Istanbul, Turecko WTA International 275 000 $ – antuka – 32S/24Q/16D                      | přeloženo na 7. září                                     | přeloženo na 7. září                               | přeloženo na 7. září                               | přeloženo na 7. září                               |
| 27. dubna              | Prague Open Praha, Česko WTA International 275 000 $ – antuka – 32S/24Q/16D                             | přeloženo na 10. srpna                                   | přeloženo na 10. srpna                             | přeloženo na 10. srpna                             | přeloženo na 10. srpna                             |
| 4. května              | Madrid Open Madrid, Španělsko WTA Premier Mandatory antuka – 64S/32Q/28D                                | původně přeloženo na září, později zrušeno               |                                                    |                                                    |                                                    |
| 11. května             | Internazionali BNL d'Italia Řím, Itálie WTA Premier 5 3 528 000 – antuka – 56S/32Q/28D                  | přeloženo na září                                        | přeloženo na září                                  | přeloženo na září                                  | přeloženo na září                                  |
| 18. května             | Internationaux de Strasbourg Štrasburk, Francie WTA International 275 000 $ – antuka – 32S/24Q/16D      | přeloženo na září                                        | přeloženo na září                                  | přeloženo na září                                  | přeloženo na září                                  |
| 18. května             | Morocco Open Rabat, Maroko WTA International 275 000 $ – antuka – 32S/24Q/16D                           | zrušeno                                                  | zrušeno                                            | zrušeno                                            | zrušeno                                            |
| 25. května 1. června   | French Open Paříž, Francie Grand Slam antuka                                                            | přeloženo na září                                        |                                                    |                                                    |                                                    |
| 8. června              | Nottingham Open Nottingham, Velká Británie WTA International 275 000 $ – tráva – 32S/24Q/16D            | zrušeno                                                  | zrušeno                                            | zrušeno                                            | zrušeno                                            |
| 8. června              | Libéma Open 's-Hertogenbosch, Nizozemsko WTA International 275 000 $ –tráva – 32S/24Q/16D               | zrušeno                                                  | zrušeno                                            | zrušeno                                            | zrušeno                                            |
| 15. června             | German Open Berlín, Německo WTA Premier 1 088 000 $ – tráva – 32S/24Q/16D                               | zrušeno                                                  | zrušeno                                            | zrušeno                                            | zrušeno                                            |
| 15. června             | Birmingham Classic Birmingham, Velká Británie WTA International 275 000 $ –; tráva – 32S/24Q/16D        | zrušeno                                                  | zrušeno                                            | zrušeno                                            | zrušeno                                            |
| 22. června             | Eastbourne International Eastbourne, Velká Británie WTA International 1 122 000 $ – tráva – 48S/16Q/16D | zrušeno                                                  | zrušeno                                            | zrušeno                                            | zrušeno                                            |
| 22. června             | Bad Homburg Open Bad Homburg vor der Höhe, Německo WTA International 275 000 $ – tráva – 32S/8Q/16D     | zrušeno                                                  | zrušeno                                            | zrušeno                                            | zrušeno                                            |
| 29. června 6. července | Wimbledon Londýn, Velká Británie Grand Slam tráva                                                       | zrušeno                                                  | zrušeno                                            | zrušeno                                            | zrušeno                                            |
| 13. července           | BRD Bucharest Open Bukurešť, Rumunsko WTA International 275 000 $ – antuka – 32S/24Q/16D                | zrušeno                                                  | zrušeno                                            | zrušeno                                            | zrušeno                                            |
| 13. července           | Ladies Open Lausanne Lausanne, Švýcarsko WTA International 275 000 $ – antuka – 32S/24Q/16D             | zrušeno                                                  | zrušeno                                            | zrušeno                                            | zrušeno                                            |
| 20. července           | Baltic Open Jūrmala, Lotyšsko WTA International 275 000 $ – antuka – 32S/24Q/16D                        | zrušeno                                                  | zrušeno                                            | zrušeno                                            | zrušeno                                            |
| 20. července           | Palermo Open Palermo, Itálie WTA International antuka                                                   | přeloženo na 3. srpna                                    |                                                    |                                                    |                                                    |
| 27. července           | Letní olympijské hry Tokio, Japonsko Olympijské hry tvrdý                                               | přeloženo na červenec 2021                               |                                                    |                                                    |                                                    |
| 3. srpna               | Silicon Valley Classic San José, Spojené státy WTA Premier tvrdý – 28S/16Q/16D                          | zrušeno                                                  | zrušeno                                            | zrušeno                                            | zrušeno                                            |
| 3. srpna               | Citi Open Washington, D.C., Spojené státy WTA International 275 000 $ – tvrdý – 32S/16Q/16D             | zrušeno                                                  | zrušeno                                            | zrušeno                                            | zrušeno                                            |
| 10. srpna              | Canadian Open Montréal, Kanada WTA Premier 5 tvrdý – 56S/32Q/28D                                        | zrušeno                                                  | zrušeno                                            | zrušeno                                            | zrušeno                                            |
| 17. srpna              | Cincinnati Masters Mason, Spojené státy WTA Premier 5 tvrdý                                             | přeloženo na 22. srpna a přesunuto z Masonu do New Yorku |                                                    |                                                    |                                                    |
| 24. srpna              | Albany Open Albany, Spojené státy WTA International 275 000 $ – tvrdý – 32S/24Q/16D                     | zrušeno                                                  | zrušeno                                            | zrušeno                                            | zrušeno                                            |
| 14. září               | Zhengzhou Open Čeng-čou, Čína WTA Premier tvrdý – 28S/24Q/16D                                           | přeloženo na říjen, později zrušeno                      | přeloženo na říjen, později zrušeno                | přeloženo na říjen, později zrušeno                | přeloženo na říjen, později zrušeno                |
| 14. září               | Jiangxi Open Nan-čchang, Čína WTA International 275 000 $ – tvrdý – 32S/24Q/16D                         | přeloženo na říjen, později zrušeno                      | přeloženo na říjen, později zrušeno                | přeloženo na říjen, později zrušeno                | přeloženo na říjen, později zrušeno                |
| 14. září               | Japan Women's Open Hirošima, Japonsko WTA International 275 000 $ – tvrdý – 32S/24Q/16D                 | zrušeno                                                  | zrušeno                                            | zrušeno                                            | zrušeno                                            |
| 21. září               | Toray Pan Pacific Open Tokio, Japonsko WTA Premier tvrdý (h) – 28S/24Q/16D                              | původně přeloženo na listopad, později zrušeno           | původně přeloženo na listopad, později zrušeno     | původně přeloženo na listopad, později zrušeno     | původně přeloženo na listopad, později zrušeno     |
| 21. září               | Guangzhou Open Kanton, Čína WTA International 525 000 $ – tvrdý – 32S/24Q/16D                           | původně přeloženo na listopad, později zrušeno           | původně přeloženo na listopad, později zrušeno     | původně přeloženo na listopad, později zrušeno     | původně přeloženo na listopad, později zrušeno     |
| 21. září               | Korea Open Soul, Jižní Korea WTA International 225 500 – tvrdý – 32S/24Q/16D                            | zrušeno                                                  | zrušeno                                            | zrušeno                                            | zrušeno                                            |
| 28. září               | Wuhan Open Wu-chan, Čína WTA Premier 5 tvrdý – 56S/32Q/28D                                              | původně přeloženo na říjen, později zrušeno              | původně přeloženo na říjen, později zrušeno        | původně přeloženo na říjen, později zrušeno        | původně přeloženo na říjen, později zrušeno        |
| 5. října               | China Open Peking, Čína WTA Premier Mandatory tvrdý – 60S/32Q/28D                                       | zrušeno                                                  | zrušeno                                            | zrušeno                                            | zrušeno                                            |
| 12. října              | Hong Kong Open Hongkong WTA International 525 000 $ – tvrdý – 32S/24Q/16D                               | zrušeno                                                  | zrušeno                                            | zrušeno                                            | zrušeno                                            |
| 12. října              | Tianjin Open Tchien-ťin, Čína WTA International 275 000 $ – tvrdý – 32S/24Q/16D                         | zrušeno                                                  | zrušeno                                            | zrušeno                                            | zrušeno                                            |
| 12. října              | Upper Austria Ladies Linz Linec, Rakousko WTA International 275 000 $ – tvrdý – 32S/24Q/16D             | přeloženo na 9. listopadu                                | přeloženo na 9. listopadu                          | přeloženo na 9. listopadu                          | přeloženo na 9. listopadu                          |
| 19. října              | Kremlin Cup Moskva, Rusko WTA Premier 528 500 – tvrdý (h) – 28S/24Q/16D                                 | původně přeloženo na 2. listopadu, později zrušeno       | původně přeloženo na 2. listopadu, později zrušeno | původně přeloženo na 2. listopadu, později zrušeno | původně přeloženo na 2. listopadu, později zrušeno |
| 19. října              | Luxembourg Open Kockelscheuer, Lucembursko WTA International 275 000 $ – tvrdý (h) – 32S/24Q/16D        | zrušeno                                                  | zrušeno                                            | zrušeno                                            | zrušeno                                            |
| 26. října              | WTA Elite Trophy Ču-chaj, Čína Tour Championships 2 600 000 $ – tvrdý – 12S(ZS)/6D(ZS)                  | zrušeno                                                  | zrušeno                                            | zrušeno                                            | zrušeno                                            |
| 2. listopadu           | WTA Finals Šen-čen, Čína Tour Championships 14 000 000 $ – tvrdý (h) – 8S(ZS)/8D(ZS)                    | zrušeno                                                  | zrušeno                                            | zrušeno                                            | zrušeno                                            |

## Statistiky

### Tituly podle tenistek
|   |                                | Grand Slam | Grand Slam | Grand Slam | Závěrečné | Závěrečné | Mandatory | Mandatory | Premier 5 | Premier 5 | Premier | Premier | International | International | Celkem | Celkem | Celkem |
| T | Tenistka                       | D          | Č          | X          | D         | Č         | D         | Č         | D         | Č         | D       | Č       | D             | Č             | D      | Č      | X      |
| - | ------------------------------ | ---------- | ---------- | ---------- | --------- | --------- | --------- | --------- | --------- | --------- | ------- | ------- | ------------- | ------------- | ------ | ------ | ------ |
| 4 | Aryna Sabalenková (BLR)        |            |            |            |           |           |           |           | ●         |           | ●       | ●       | ●             |               | 3      | 1      | 0      |
| 4 | Sie Šu-wej (TPE)               |            |            |            |           |           |           |           |           | ●         |         | ●       |               |               | 0      | 4      | 0      |
| 4 | Barbora Strýcová (CZE)         |            |            |            |           |           |           |           |           | ●         |         | ●       |               |               | 0      | 4      | 0      |
| 3 | Simona Halepová (ROU)          |            |            |            |           |           |           |           | ●         |           | ●       |         | ●             |               | 3      | 0      | 0      |
| 2 | Sofia Keninová (USA)           | ●          |            |            |           |           |           |           |           |           |         |         | ●             |               | 2      | 0      | 0      |
| 2 | Tímea Babosová (HUN)           |            | ●          |            |           |           |           |           |           |           |         |         |               |               | 0      | 2      | 0      |
| 2 | Kristina Mladenovicová (FRA)   |            | ●          |            |           |           |           |           |           |           |         |         |               |               | 0      | 2      | 0      |
| 2 | Elina Svitolinová (UKR)        |            |            |            |           |           |           |           |           |           |         |         | ●             |               | 2      | 0      | 0      |
| 2 | Barbora Krejčíková (CZE)       |            |            | ●          |           |           |           |           |           |           |         |         |               | ●             | 0      | 1      | 1      |
| 2 | Demi Schuursová (NED)          |            |            |            |           |           |           |           |           | ●         |         |         |               | ●             | 0      | 2      | 0      |
| 2 | Nicole Melicharová (USA)       |            |            |            |           |           |           |           |           |           |         | ●       |               | ●             | 0      | 2      | 0      |
| 2 | Desirae Krawczyková (USA)      |            |            |            |           |           |           |           |           |           |         |         |               | ●             | 0      | 2      | 0      |
| 2 | Arantxa Rusová (NED)           |            |            |            |           |           |           |           |           |           |         |         |               | ●             | 0      | 2      | 0      |
| 2 | Tamara Zidanšeková (SLO)       |            |            |            |           |           |           |           |           |           |         |         |               | ●             | 0      | 2      | 0      |
| 1 | Naomi Ósakaová (JPN)           | ●          |            |            |           |           |           |           |           |           |         |         |               |               | 1      | 0      | 0      |
| 1 | Iga Świąteková (POL)           | ●          |            |            |           |           |           |           |           |           |         |         |               |               | 1      | 0      | 0      |
| 1 | Laura Siegemundová (GER)       |            | ●          |            |           |           |           |           |           |           |         |         |               |               | 0      | 1      | 0      |
| 1 | Věra Zvonarevová (RUS)         |            | ●          |            |           |           |           |           |           |           |         |         |               |               | 0      | 1      | 0      |
| 1 | Viktoria Azarenková (BLR)      |            |            |            |           |           |           |           | ●         |           |         |         |               |               | 1      | 0      | 0      |
| 1 | Květa Peschkeová (CZE)         |            |            |            |           |           |           |           |           | ●         |         |         |               |               | 0      | 1      | 0      |
| 1 | Ashleigh Bartyová (AUS)        |            |            |            |           |           |           |           |           |           | ●       |         |               |               | 1      | 0      | 0      |
| 1 | Kiki Bertensová (NED)          |            |            |            |           |           |           |           |           |           | ●       |         |               |               | 1      | 0      | 0      |
| 1 | Karolína Plíšková (CZE)        |            |            |            |           |           |           |           |           |           | ●       |         |               |               | 1      | 0      | 0      |
| 1 | Šúko Aojamová (JPN)            |            |            |            |           |           |           |           |           |           |         | ●       |               |               | 0      | 1      | 0      |
| 1 | Elise Mertensová (BEL)         |            |            |            |           |           |           |           |           |           |         | ●       |               |               | 0      | 1      | 0      |
| 1 | Ena Šibaharaová (JPN)          |            |            |            |           |           |           |           |           |           |         | ●       |               |               | 0      | 1      | 0      |
| 1 | Sü I-fan (CHN)                 |            |            |            |           |           |           |           |           |           |         | ●       |               |               | 0      | 1      | 0      |
| 1 | Jekatěrina Alexandrovová (RUS) |            |            |            |           |           |           |           |           |           |         |         | ●             |               | 1      | 0      | 0      |
| 1 | Jennifer Bradyová (USA)        |            |            |            |           |           |           |           |           |           |         |         | ●             |               | 1      | 0      | 0      |
| 1 | Fiona Ferrová (FRA)            |            |            |            |           |           |           |           |           |           |         |         | ●             |               | 1      | 0      | 0      |
| 1 | Magda Linetteová (POL)         |            |            |            |           |           |           |           |           |           |         |         | ●             |               | 1      | 0      | 0      |
| 1 | Jelena Rybakinová (KAZ)        |            |            |            |           |           |           |           |           |           |         |         | ●             |               | 1      | 0      | 0      |
| 1 | Patricia Maria Țigová (ROU)    |            |            |            |           |           |           |           |           |           |         |         | ●             |               | 1      | 0      | 0      |
| 1 | Heather Watsonová (GBR)        |            |            |            |           |           |           |           |           |           |         |         | ●             |               | 1      | 0      | 0      |
| 1 | Serena Williamsová (USA)       |            |            |            |           |           |           |           |           |           |         |         | ●             |               | 1      | 0      | 0      |
| 1 | Kateryna Bondarenková (UKR)    |            |            |            |           |           |           |           |           |           |         |         |               | ●             | 0      | 1      | 0      |
| 1 | Hayley Carterová (USA)         |            |            |            |           |           |           |           |           |           |         |         |               | ●             | 0      | 1      | 0      |
| 1 | Sharon Fichmanová (CAN)        |            |            |            |           |           |           |           |           |           |         |         |               | ●             | 0      | 1      | 0      |
| 1 | Alexa Guarachiová (CHI)        |            |            |            |           |           |           |           |           |           |         |         |               | ●             | 0      | 1      | 0      |
| 1 | Lucie Hradecká (CZE)           |            |            |            |           |           |           |           |           |           |         |         |               | ●             | 0      | 1      | 0      |
| 1 | Nadija Kičenoková (UKR)        |            |            |            |           |           |           |           |           |           |         |         |               | ●             | 0      | 1      | 0      |
| 1 | Sania Mirzaová (IND)           |            |            |            |           |           |           |           |           |           |         |         |               | ●             | 0      | 1      | 0      |
| 1 | Asia Muhammadová (USA)         |            |            |            |           |           |           |           |           |           |         |         |               | ●             | 0      | 1      | 0      |
| 1 | Giuliana Olmosová (MEX)        |            |            |            |           |           |           |           |           |           |         |         |               | ●             | 0      | 1      | 0      |
| 1 | Laura Ioana Paarová (ROU)      |            |            |            |           |           |           |           |           |           |         |         |               | ●             | 0      | 1      | 0      |
| 1 | Kristýna Plíšková (CZE)        |            |            |            |           |           |           |           |           |           |         |         |               | ●             | 0      | 1      | 0      |
| 1 | Arina Rodionovová (AUS)        |            |            |            |           |           |           |           |           |           |         |         |               | ●             | 0      | 1      | 0      |
| 1 | Storm Sandersová (AUS)         |            |            |            |           |           |           |           |           |           |         |         |               | ●             | 0      | 1      | 0      |
| 1 | Kateřina Siniaková (CZE)       |            |            |            |           |           |           |           |           |           |         |         |               | ●             | 0      | 1      | 0      |
| 1 | Luisa Stefaniová (BRA)         |            |            |            |           |           |           |           |           |           |         |         |               | ●             | 0      | 1      | 0      |
| 1 | Taylor Townsendová (USA)       |            |            |            |           |           |           |           |           |           |         |         |               | ●             | 0      | 1      | 0      |
| 1 | Julia Wachaczyková (GER)       |            |            |            |           |           |           |           |           |           |         |         |               | ●             | 0      | 1      | 0      |

### Tituly podle států
|    |                    | Grand Slam | Grand Slam | Grand Slam | Závěrečné | Závěrečné | Mandatory | Mandatory | Premier 5 | Premier 5 | Premier | Premier | International | International | Celkem | Celkem | Celkem |
| T  | Stát               | D          | Č          | X          | D         | Č         | D         | Č         | D         | Č         | D       | Č       | D             | Č             | D      | Č      | X      |
| -- | ------------------ | ---------- | ---------- | ---------- | --------- | --------- | --------- | --------- | --------- | --------- | ------- | ------- | ------------- | ------------- | ------ | ------ | ------ |
| 10 | USA                | 1          |            |            |           |           |           |           |           |           |         | 1       | 3             | 5             | 4      | 6      | 0      |
| 9  | Česko              |            |            | 1          |           |           |           |           |           | 3         | 1       | 2       |               | 2             | 1      | 7      | 1      |
| 5  | Bělorusko          |            |            |            |           |           |           |           | 2         |           | 1       | 1       | 1             |               | 4      | 1      | 0      |
| 5  | Rumunsko           |            |            |            |           |           |           |           | 1         |           | 1       |         | 2             | 1             | 4      | 1      | 0      |
| 5  | Nizozemsko         |            |            |            |           |           |           |           |           | 1         | 1       |         |               | 3             | 1      | 4      | 0      |
| 4  | Čínská Tchaj-pej   |            |            |            |           |           |           |           |           | 2         |         | 2       |               |               | 0      | 4      | 0      |
| 4  | Ukrajina           |            |            |            |           |           |           |           |           |           |         |         | 2             | 2             | 2      | 2      | 0      |
| 3  | Francie            |            | 2          |            |           |           |           |           |           |           |         |         | 1             |               | 1      | 2      | 0      |
| 2  | Japonsko           | 1          |            |            |           |           |           |           |           |           |         | 1       |               |               | 1      | 1      | 0      |
| 2  | Polsko             | 1          |            |            |           |           |           |           |           |           |         |         | 1             |               | 2      | 0      | 0      |
| 2  | Maďarsko           |            | 2          |            |           |           |           |           |           |           |         |         |               |               | 0      | 2      | 0      |
| 2  | Rusko              |            | 1          |            |           |           |           |           |           |           |         |         | 1             |               | 1      | 1      | 0      |
| 2  | Německo            |            | 1          |            |           |           |           |           |           |           |         |         |               | 1             | 0      | 2      | 0      |
| 2  | Austrálie          |            |            |            |           |           |           |           |           |           | 1       |         |               | 1             | 1      | 1      | 0      |
| 2  | Slovinsko          |            |            |            |           |           |           |           |           |           |         |         |               | 2             | 0      | 2      | 0      |
| 1  | Belgie             |            |            |            |           |           |           |           |           |           |         | 1       |               |               | 0      | 1      | 0      |
| 1  | Čína               |            |            |            |           |           |           |           |           |           |         | 1       |               |               | 0      | 1      | 0      |
| 1  | Spojené království |            |            |            |           |           |           |           |           |           |         |         | 1             |               | 1      | 0      | 0      |
| 1  | Kazachstán         |            |            |            |           |           |           |           |           |           |         |         | 1             |               | 1      | 0      | 0      |
| 1  | Brazílie           |            |            |            |           |           |           |           |           |           |         |         |               | 1             | 0      | 1      | 0      |
| 1  | Kanada             |            |            |            |           |           |           |           |           |           |         |         |               | 1             | 0      | 1      | 0      |
| 1  | Chile              |            |            |            |           |           |           |           |           |           |         |         |               | 1             | 0      | 1      | 0      |
| 1  | Indie              |            |            |            |           |           |           |           |           |           |         |         |               | 1             | 0      | 1      | 0      |
| 1  | Mexiko             |            |            |            |           |           |           |           |           |           |         |         |               | 1             | 0      | 1      | 0      |

### Premiérové tituly
Hráčky, které získaly první titul ve dvouhře, ve čtyřhře nebo ve smíšené čtyřhře:

#### Dvouhra

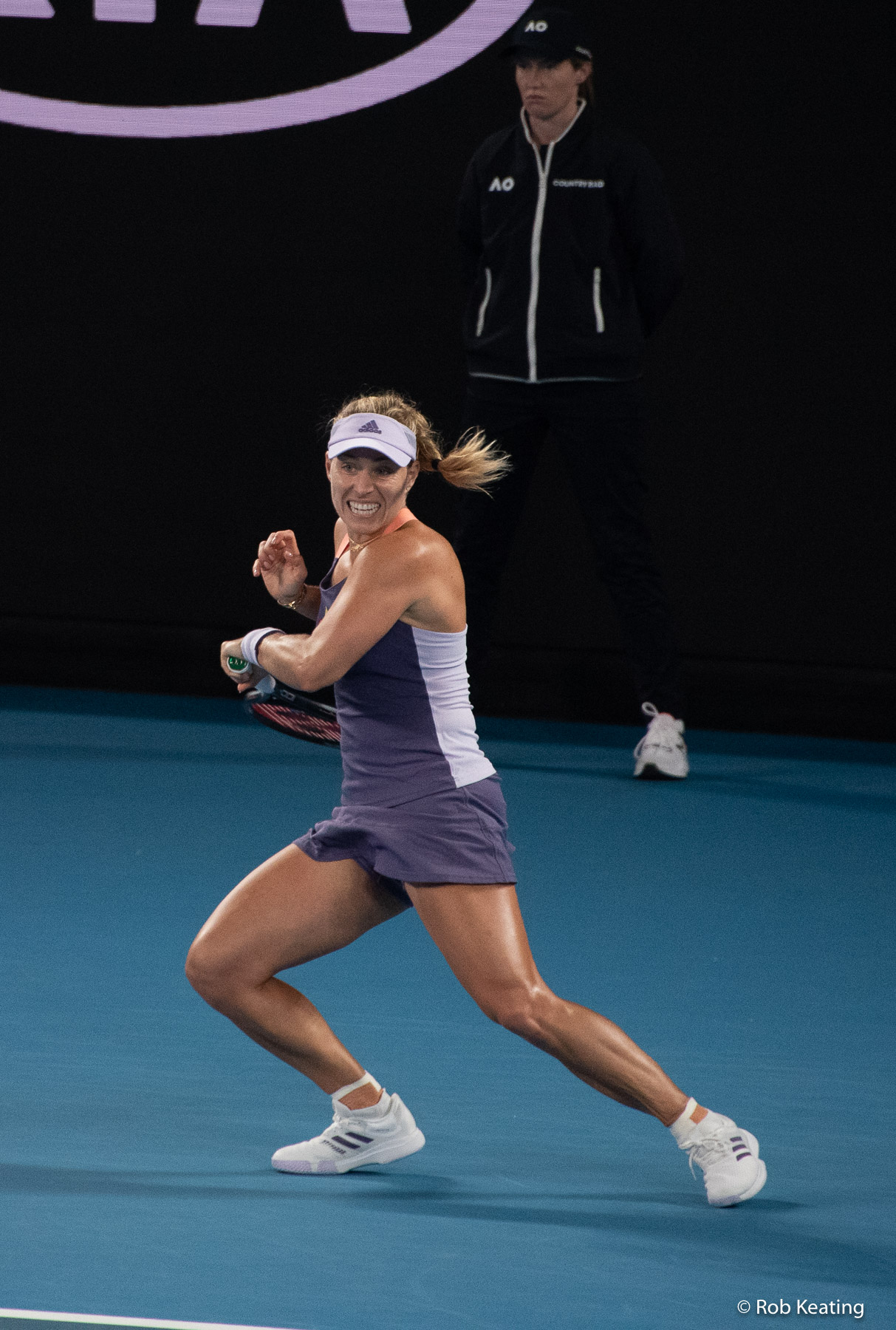
Angelique Kerberová si v sezóně zahrála dvě osmifinále, na Australian Open a US Open

- Jekatěrina Alexandrovová – Šen-čen (pavouk)
- Jennifer Bradyová – Lexington (pavouk)
- Patricia Maria Țigová – Istanbul (pavouk)
- Iga Świąteková – French Open (pavouk)

#### Čtyřhra
- Taylor Townsendová – Auckland (pavouk)
- Arina Rodionovová – Hua Hin (pavouk)
- Laura Ioana Paarová – Lyon (pavouk)
- Julia Wachaczyková – Lyon (pavouk)

### Obhájené tituly
Hráčky, které obhájily titul:

#### Dvouhra
- Karolína Plíšková – Brisbane (pavouk)
- Kiki Bertensová – Petrohrad (pavouk)

#### Čtyřhra
- Sie Šu-wej – Dubaj (pavouk)
- Barbora Strýcová – Dubaj (pavouk)
- Tímea Babosová – French Open (pavouk)
- Kristina Mladenovicová – French Open (pavouk)

#### Smíšená čtyřhra
- Barbora Krejčíková – Australian Open (pavouk)

## Žebříček
Závěrečný Turnaj mistryň v Šen-čenu, plánovaný na listopad 2020, byl zrušen s celou podzimní asijskou částí sezóny. Žebříček WTA Race pro kvalifikaci hráček se tak stal zmatečným. Uveden je konečný žebříček WTA, jenž byl sestaven na základě bodového hodnocení tenistek za posledních 52 týdnů.

### Dvouhra
Tabulky uvádí 20 nejvýše postavených hráček na singlovém žebříčku WTA.
| Žebříček WTA k 7. prosinci 2020 | Žebříček WTA k 7. prosinci 2020 | Žebříček WTA k 7. prosinci 2020 | Žebříček WTA k 7. prosinci 2020 |
| Poř.                            | tenistka                        | body                            |                                 |
| ------------------------------- | ------------------------------- | ------------------------------- | ------------------------------- |
| 1.                              | Ashleigh Bartyová ( AUS)        | 8 717                           |                                 |
| 2.                              | Simona Halepová ( ROU)          | 7 255                           |                                 |
| 3.                              | Naomi Ósakaová ( JPN)           | 5 780                           |                                 |
| 4.                              | Sofia Keninová ( USA)           | 5 760                           |                                 |
| 5.                              | Elina Svitolinová ( UKR)        | 5 260                           |                                 |
| 6.                              | Karolína Plíšková ( CZE)        | 5 205                           |                                 |
| 7.                              | Bianca Andreescuová ( CAN)      | 4 555                           |                                 |
| 8.                              | Petra Kvitová ( CZE)            | 4 516                           |                                 |
| 9.                              | Kiki Bertensová ( NED)          | 4 505                           |                                 |
| 10.                             | Aryna Sabalenková ( BLR)        | 4 220                           |                                 |
| 11.                             | Serena Williamsová ( USA)       | 4 080                           |                                 |
| 12.                             | Belinda Bencicová ( SUI)        | 4 010                           |                                 |
| 13.                             | Viktoria Azarenková ( BLR)      | 3 426                           |                                 |
| 14.                             | Johanna Kontaová ( GBR)         | 3 152                           |                                 |
| 15.                             | Garbiñe Muguruzaová ( ESP)      | 3 016                           |                                 |
| 16.                             | Madison Keysová ( USA)          | 2 962                           |                                 |
| 17.                             | Iga Świąteková ( POL)           | 2 960                           |                                 |
| 18.                             | Petra Martićová ( CRO)          | 2 850                           |                                 |
| 19.                             | Jelena Rybakinová ( KAZ)        | 2 696                           |                                 |
| 20.                             | Elise Mertensová ( BEL)         | 2 650                           |                                 |

#### Světové jedničky
| Světová jednička        | Datum nástupu       | Datum odchodu     |
| ----------------------- | ------------------- | ----------------- |
| Ashleigh Bartyová (AUS) | začátek sezóny 2020 | konec sezóny 2020 |

#### Nové žebříčkové maximum
Hráčky, které v sezóně 2020 zaznamenaly kariérní maximum v první padesátce žebříčku WTA (ztučnění jmen u hráček, které v elitní světové desítce debutovaly a postavení při novém maximu v Top 10):

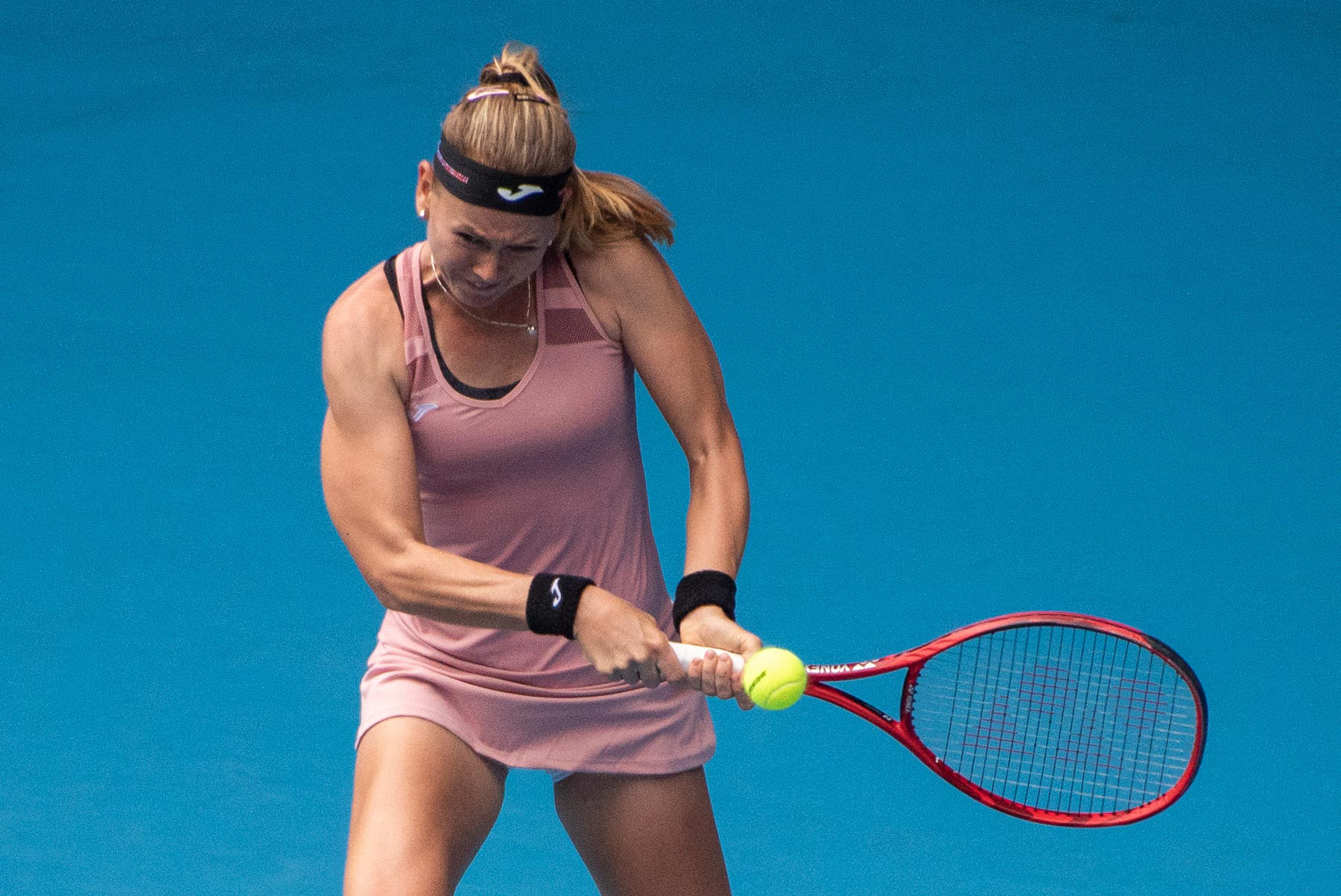
Marie Bouzková si na okruhu zahrála první dvě finále, ve dvouhře Monterrey Open a s Teichmannovou ve čtyřhře lexingtonského Top Seed Open. V březnu 2020 se premiérově posunula do Top 50.

- Petra Martićová (na 14. místo 13. ledna)
- Dajana Jastremská (na 21. místo 20. ledna)
- Veronika Kuděrmetovová (na 38. místo 3. února)
- Belinda Bencicová (na 4. místo 17. února)
- Jekatěrina Alexandrovová (na 25. místo 17. února)
- Magda Linetteová (na 33. místo 17. února)
- Jelena Rybakinová (na 17. místo 24. února)
- Maria Sakkariová (na 20. místo 24. února)
- Čeng Saj-saj (na 34. místo 2. března)
- Sofia Keninová (na 4. místo 9. března)
- Ons Džabúrová (na 31. místo 31. srpna)
- Marie Bouzková (na 46. místo 31. srpna)
- Iga Świąteková (na 17. místo 12. října)
- Fiona Ferrová (na 42. místo 12. října)
- Nadia Podoroská (na 48. místo 12. října)
- Jennifer Bradyová (na 24. místo 26. října)
- Coco Gauffová (na 47. místo 26. října)

### Čtyřhra
Tabulka uvádí 20 nejvýše postavených hráček na konečném žebříčku WTA ve čtyřhře sezóny 2020.

#### Žebříček čtyřhry
| Žebříček WTA k 7. prosinci 2020 | Žebříček WTA k 7. prosinci 2020 | Žebříček WTA k 7. prosinci 2020 | Žebříček WTA k 7. prosinci 2020 |
| Poř.                            | tenistka                        | body                            |                                 |
| ------------------------------- | ------------------------------- | ------------------------------- | ------------------------------- |
| 1.                              | Sie Šu-wej (TPE)                | 9 010                           |                                 |
| 2.                              | Barbora Strýcová (CZE)          | 8 945                           |                                 |
| 3.                              | Kristina Mladenovicová (FRA)    | 8 115                           |                                 |
| 4.                              | Tímea Babosová (HUN)            | 7 955                           |                                 |
| 5.                              | Aryna Sabalenková (BLR)         | 7 575                           |                                 |
| 6.                              | Elise Mertensová (BEL)          | 7 490                           |                                 |
| 7.                              | Barbora Krejčíková (CZE)        | 5 955                           |                                 |
| 8.                              | Kateřina Siniaková (CZE)        | 5 865                           |                                 |
| 9.                              | Sü I-fan (CHN)                  | 5 820                           |                                 |
| 10.                             | Gabriela Dabrowská (CAN)        | 5 675                           |                                 |
| 11.                             | Nicole Melicharová (USA)        | 4 730                           |                                 |
| 12.                             | Demi Schuursová (NED)           | 4 730                           |                                 |
| 13.                             | Anna-Lena Grönefeldová (GER)    | 4 495                           |                                 |
| 14.                             | Ashleigh Bartyová (AUS)         | 4 060                           |                                 |
| 15.                             | Latisha Chan (TPE)              | 3 905                           |                                 |
| 15.                             | Čan Chao-čching (TPE)           | 3 905                           |                                 |
| 17.                             | Květa Peschkeová (CZE)          | 3 820                           |                                 |
| 18.                             | Tuan Jing-jing (CHN)            | 3 810                           |                                 |
| 19.                             | Jeļena Ostapenková (LAT)        | 3 680                           |                                 |
| 20.                             | Bethanie Mattek-Sandsová (USA)  | 3 640                           |                                 |

#### Světové jedničky
| Světová jednička             | Datum nástupu       | Datum odchodu     |
| ---------------------------- | ------------------- | ----------------- |
| Barbora Strýcová (CZE)       | začátek sezóny 2020 | 2. února 2020     |
| Sie Šu-wej (TPE)             | 3. února 2020       | 23. února 2020    |
| Kristina Mladenovicová (FRA) | 24. února 2020      | 1. března 2020    |
| Sie Šu-wej (TPE)             | 2. března 2020      | konec sezóny 2020 |

#### Nové žebříčkové maximum
Hráčky, které v sezóně 2020 zaznamenaly kariérní maximum v první padesátce deblového žebříčku WTA (ztučnění jmen u hráček, které v elitní světové desítce debutovaly a postavení při novém maximu v Top 10):

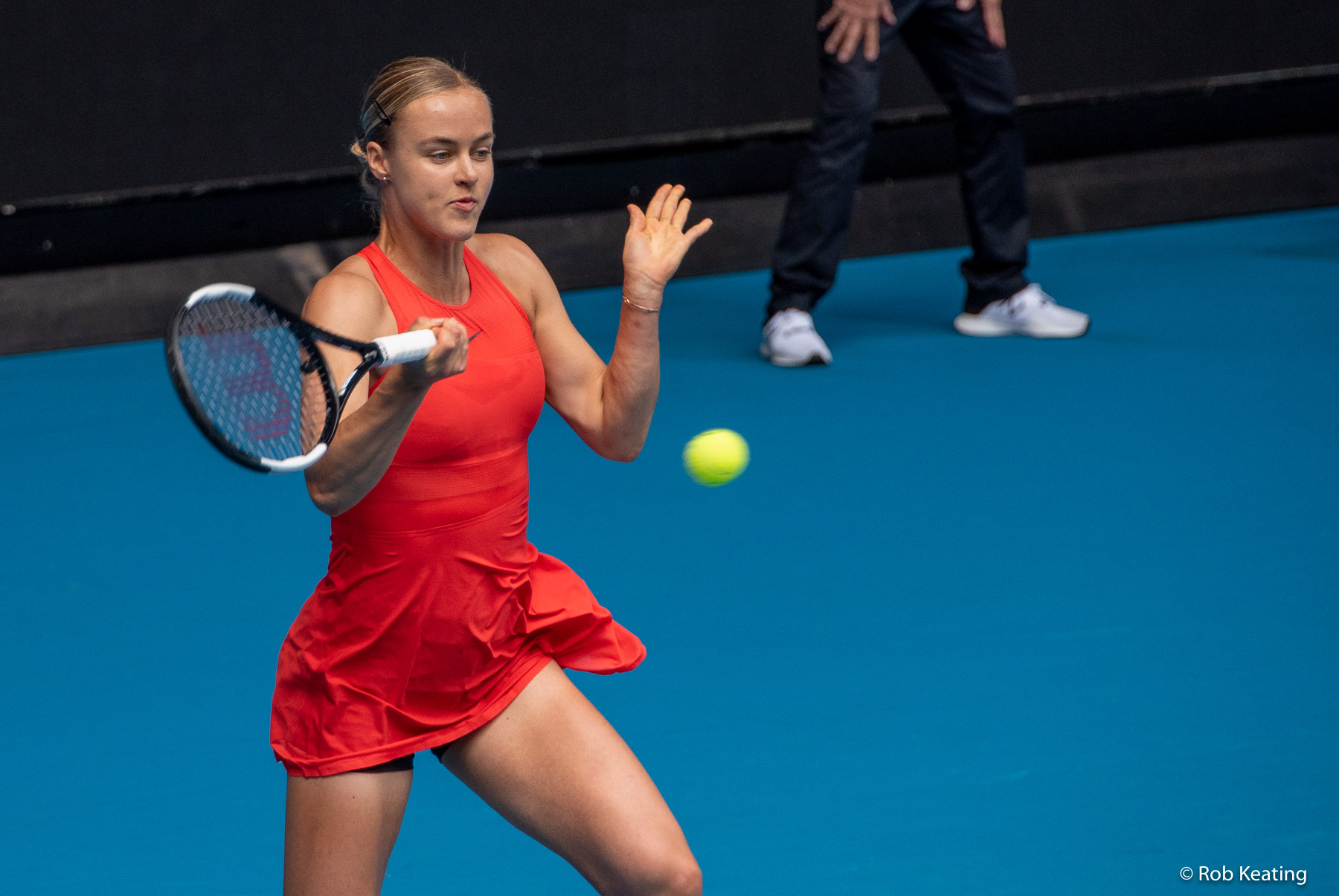
Anna Karolína Schmiedlová postoupila do třetího kola WTA Tour pouze jednou, na French Open

- Sü I-fan (na 7. místo 13. ledna)
- Ljudmyla Kičenoková (na 32. místo 13. ledna)
- Alison Riskeová (na 40. místo 13. ledna)
- Nadija Kičenoková (na 32. místo January 20)
- Tuan Jing-jing (na 16. místo 3. února)
- Sara Sorribesová Tormová (na 40. místo 3. února)
- Anna-Lena Friedsamová (na 41. místo 3. února)
- Coco Gauffová (na 42. místo 3. února)
- Šúko Aojamová (na 21. místo 17. února)
- Kaitlyn Christianová (na 50. místo 17. února)
- Caroline Dolehideová (na 30. místo 24. února)
- Jeļena Ostapenková (na 17. místo 2. března)
- Caty McNallyová (na 38. místo 9. března)
- Kristýna Plíšková (na 45. místo 17. srpna)
- Sofia Keninová (na 31. místo 31. srpna)
- Ellen Perezová (na 40. místo 31. srpna)
- Veronika Kuděrmetovová (na 22. místo 14. září)
- Laura Siegemundová (na 33. místo 14. září)
- Anna Blinkovová (na 45. místo 14. září)
- Hayley Carterová (na 31. místo 21. září)
- Luisa Stefaniová (na 32. místo 28. září)
- Ena Šibaharaová (na 23. místo 12. října)
- Desirae Krawczyková (na 25. místo 12. října)
- Alexa Guarachiová (na 26. místo 12. října)
- Asia Muhammadová (na 35. místo 12. října)
- Aljaksandra Sasnovičová (na 43. místo 12. října)

## Výdělek hráček
| Nejvyšší výdělek tenistek v sezóně                                             | Nejvyšší výdělek tenistek v sezóně | Nejvyšší výdělek tenistek v sezóně | Nejvyšší výdělek tenistek v sezóně | Nejvyšší výdělek tenistek v sezóně | Nejvyšší výdělek tenistek v sezóně |
| Poř.                                                                           | hráčka                             | ve dvouhře                         | ve čtyřhře                         | v mixu                             | celkem                             |
| ------------------------------------------------------------------------------ | ---------------------------------- | ---------------------------------- | ---------------------------------- | ---------------------------------- | ---------------------------------- |
| 1.                                                                             | Sofia Keninová (USA)               | 4 187 581 $                        | 115 389 $                          | 0 $                                | 4 302 970 $                        |
| 2.                                                                             | Naomi Ósakaová (JPN)               | 3 352 755 $                        | 0 $                                | 0 $                                | 3 352 755 $                        |
| 3.                                                                             | Iga Świąteková (POL)               | 2 179 971 $                        | 73 626 $                           | 8 316 $                            | 2 261 213 $                        |
| 4.                                                                             | Viktoria Azarenková (BLR)          | 1 959 453 $                        | 32 330 $                           | 0 $                                | 1 991 783 $                        |
| 5.                                                                             | Garbiñe Muguruzaová (ESP)          | 1 942 072 $                        | 0 $                                | 0 $                                | 1 942 072 $                        |
| 6.                                                                             | Simona Halepová (ROU)              | 1 928 119 $                        | 9 771 $                            | 0 $                                | 1 937 890 $                        |
| 7.                                                                             | Petra Kvitová (CZE)                | 1 505 967 $                        | 0 $                                | 0 $                                | 1 505 967 $                        |
| 8.                                                                             | Jennifer Bradyová (USA)            | 1 245 741 $                        | 74 215 $                           | 0 $                                | 1 319 956 $                        |
| 9.                                                                             | Aryna Sabalenková (BLR)            | 1 087 700 $                        | 126 984 $                          | 0 $                                | 1 214 684 $                        |
| 10.                                                                            | Elise Mertensová (BEL)             | 985 904 $                          | 123 654 $                          | 0 $                                | 1 109 558 $                        |
| 11.                                                                            | Serena Williamsová (USA)           | 1 087 551 $                        | 3 600 $                            | 0 $                                | 1 091 151 $                        |
| 12.                                                                            | Ashleigh Bartyová (AUS)            | 1 078 902 $                        | 3 600 $                            | 0 $                                | 1 091 151 $                        |
| 13.                                                                            | Jelena Rybakinová (KAZ)            | 992 413 $                          | 29 821 $                           | 0 $                                | 1 022 234 $                        |
| 14.                                                                            | Ons Džabúrová (TUN)                | 912 506 $                          | 21 477 $                           | 0 $                                | 933 983 $                          |
| 15.                                                                            | Karolína Plíšková (CZE)            | 879 051 $                          | 9 865 $                            | 0 $                                | 888 916 $                          |
| 16.                                                                            | Anett Kontaveitová (EST)           | 861 288 $                          | 16 664 $                           | 0 $                                | 877 952 $                          |
| 17.                                                                            | Kristina Mladenovicová (FRA)       | 295 721 $                          | 499 172 $                          | 0 $                                | 800 473 $                          |
| 18.                                                                            | Julia Putincevová (KAZ)            | 777 619 $                          | 20 322 $                           | 0 $                                | 797 941 $                          |
| 19.                                                                            | Maria Sakkariová (GRE)             | 775 875 $                          | 8 660 $                            | 0 $                                | 784 535 $                          |
| 20.                                                                            | Laura Siegemundová (GER)           | 512 305 $                          | 241 364 $                          | 0 $                                | 753 669 $                          |
| částky v amerických dolarech; aktualizováno k závěru sezóny 16. listopadu 2020 |                                    |                                    |                                    |                                    |                                    |

## Ukončení kariéry
Seznam uvádí tenistky (vítězky turnaje WTA, a/nebo ty, které byly klasifikovány alespoň jeden týden v Top 100 dvouhry a/nebo Top 100 čtyřhry žebříčku WTA), jež ohlásily ukončení profesionální kariéry, neodehrály za více než 52 uplynulých týdnů žádný turnaj, nebo jim byl uložen trvalý zákaz hraní, a to v sezóně 2020:

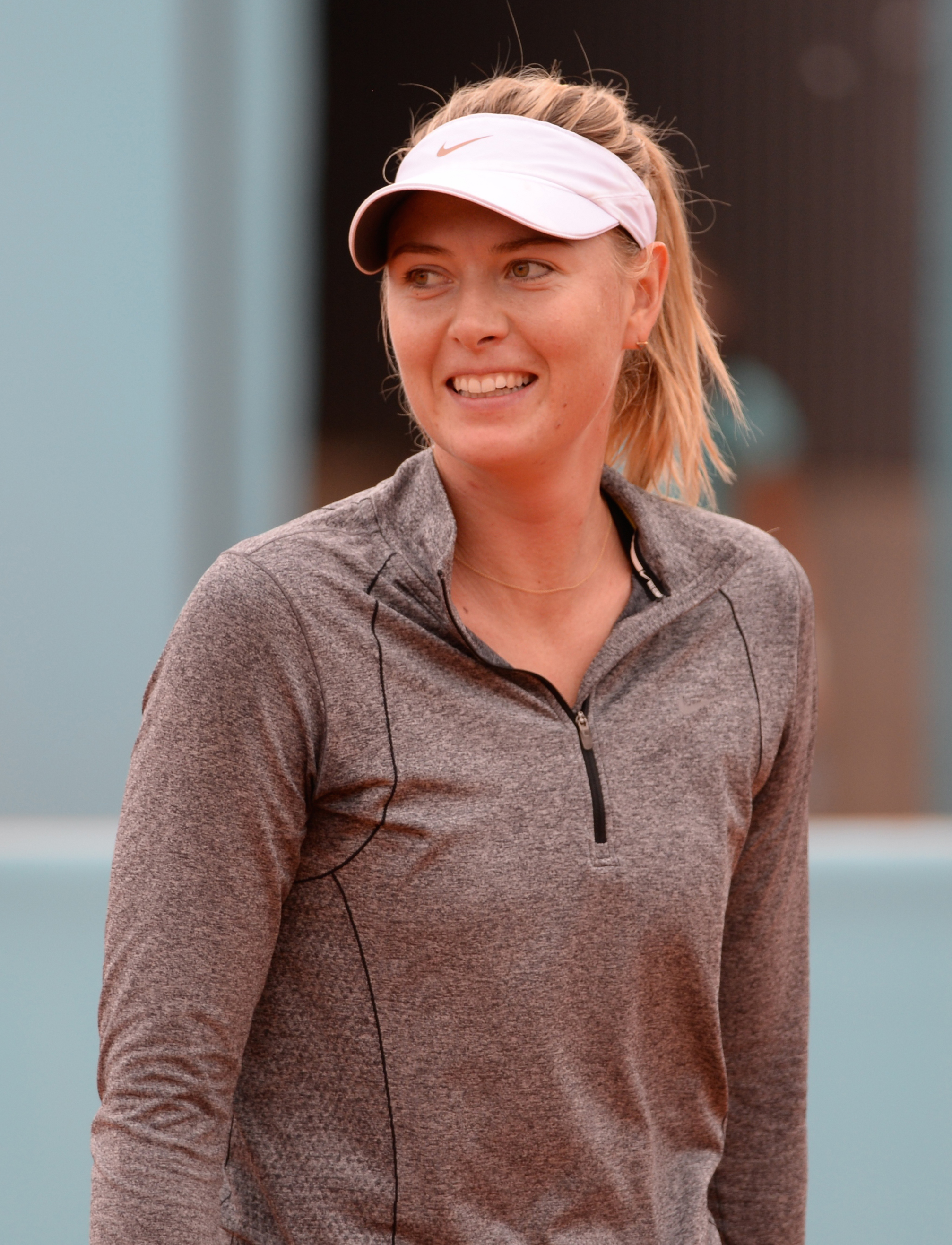
Bývalá světová jednička a držitelka kariérního grandslamu Maria Šarapovová ukončila kariéru během února 2020 ve 32 letech

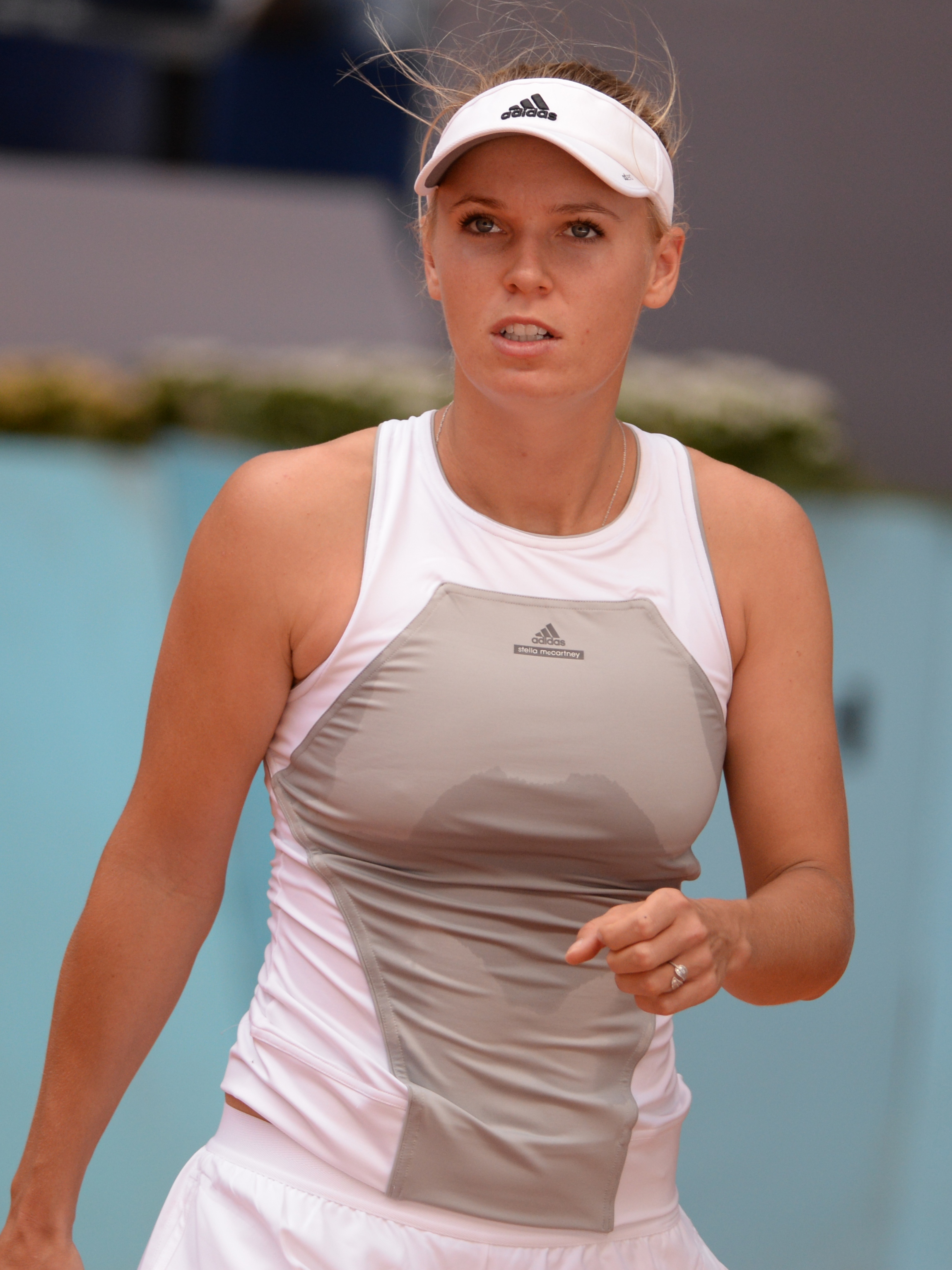
Bývalá světová jednička a šampionka Australian Open 2018 Caroline Wozniacká završila profesionální dráhu ve 29 letech třetím kolem Australian Open 2020

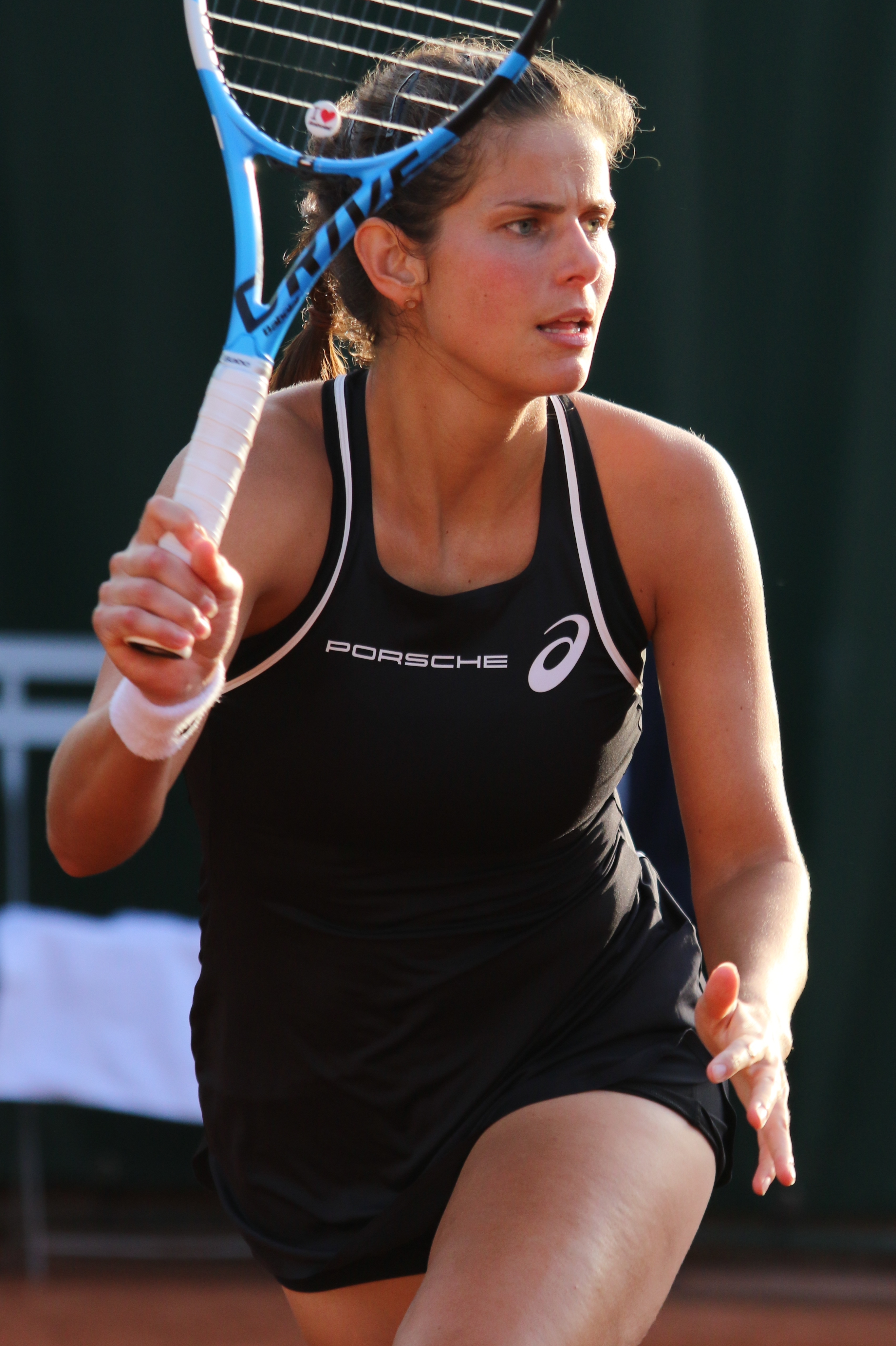
Bývalá světová devítka a semifinalistka Wimbledonu 2018 Julia Görgesová, historicky čtvrtá Němka v Top 15 dvouhry i čtyřhry, skončila mezi profesionálkami v říjnu 2020 ve 31 letech

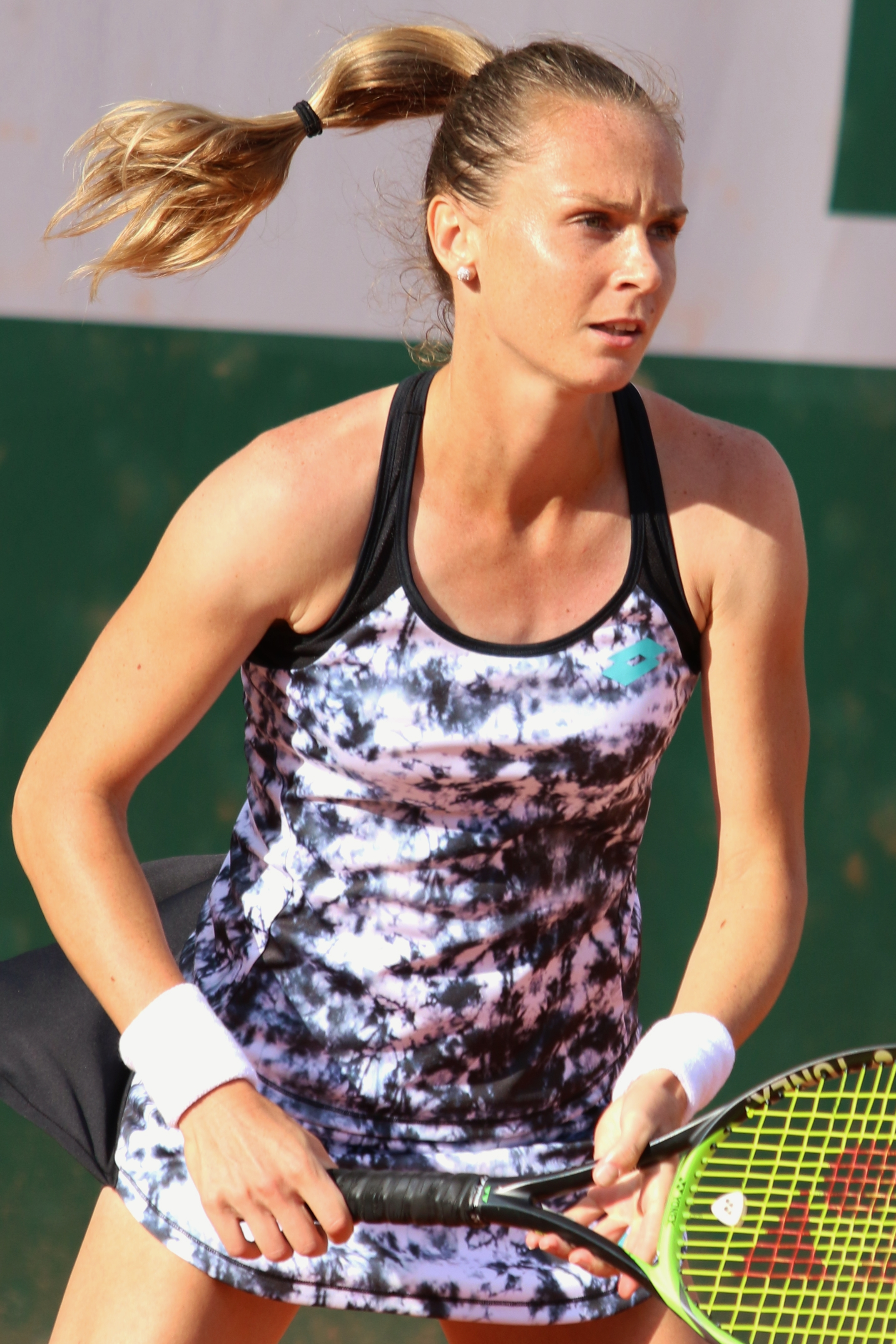
První slovenská semifinalistka Wimbledonu a bývalá sedmnáctá hráčka světa Magdaléna Rybáriková ukončila kariéru během října 2020 ve 32 letech

- Estrella Cabezaová Candelaová (* 20. února 1987 Los Palacios y Villafranca, Španělsko), profesionálka od roku 2004, ve dvouhře žebříčku WTA nejvýše postavená na 95. místě v květnu 2013 a ve čtyřhře na 176. místě během dubna 2012. Převážnou část kariéry se pohybovala na okruhu ITF, kde získala třináct singlových a šestnáct deblových titulů. Ukončení kariéry oznámila v říjnu 2020.[20][21][21]
- Rika Fudžiwarová (* 19. září 1981 Tokio, Japonsko), profesionálka od roku 1997, ve dvouhře žebříčku WTA nejvýše postavená na 84. místě v srpnu 2005 a ve čtyřhře na 13. místě během listopadu 2002. Z šesti deblových finále na okruhu WTA Tour vyhrála jediné na Danish Open 2012 s Dateovou Krummovou. Na okruhu ITF vybojovala devět trofejí z dvouhry a třicet šest ze čtyřhry. Po boku Sugijamové si zahrála semifinále debla na French Open 2002. Ukončení kariéry oznámila v březnu 2020.[21]
- Julia Görgesová (* 2. listopadu 1988 Bad Oldesloe, Západní Německo), profesionálka od roku 2005, ve dvouhře žebříčku WTA nejvýše postavená na 9. místě v srpnu 2018 a ve čtyřhře na 12. místě během srpna 2016. Stala se tak jednou ze čtyř Němek, které figurovaly v Top 15 dvouhry i čtyřhry. Vítězka sedmi singlových a pěti deblových titulů na okruhu WTA Tour. Ve dvouhře triumfovala na závěrečném WTA Elite Trophy 2017. Do semifinále se probojovala ve Wimbledonu 2018 a finále smíšené čtyřhry si zahrála s Nenadem Zimonjićem na French Open 2014. Jako členka německého fedcupového týmu se zúčastnila pražského finále 2014 proti Češkám. Ukončení kariéry oznámila v říjnu 2020.[22][21]
- Jamie Hamptonová (* 8. ledna 1990 Frankfurt nad Mohanem, Západní Německo), profesionálka od roku 2009, ve dvouhře žebříčku WTA nejvýše postavená na 24. místě v červenci 2013 a ve čtyřhře na 74. místě během května 2012. Vítězka pěti deblových ai singlových titulů na okruhu ITF. V rámci grandslamu se nejdále probojoval do osmifinále French Open 2013. Jelena Vesninová ji zdolala ve finále AEGON International 2013. Během kariéry porazila také členky první světové desítky Petru Kvitovou, Agnieszka Radwańskou a Caroline Wozniackou. Na okruhu nehrála od ledna 2014. Následně podstoupila šest operačních zákroků. Ukončení kariéry oznámila v květnu 2020.[23][21]
- Vania Kingová (* 3. února 1989 Monterey Park, Kalifornie, Spojené státy americké), profesionálka od roku 2006, ve dvouhře žebříčku WTA nejvýše postavená na 50. místě v listopadu 2006 a ve čtyřhře na 3. místě během června 2011. Na okruhu WTA Tour vyhrála dvouhru Bangkok Open 2006 a patnáct trofejí ve čtyřhře. S Jaroslavou Švedovovou si odvezla deblové tituly z Wimbledonu 2010 a US Open 2010. Společně pak prohrály finále na US Open 2011. Po boku Marcela Mela skončila jako poražená finalistka v mixu French Open 2009. Poslední sezóny ji limitovalo zranění kotníku, jehož operaci podstoupila v roce 2017. Ukončení kariéry oznámila v únoru 2020.[24][21]
- Johanna Larssonová (* 17. srpna 1988 Boden, Švédsko), profesionálka od roku 2006, ve dvouhře žebříčku WTA nejvýše postavená na 45. místě v září 2016 a ve čtyřhře na 20. místě během října 2017. Vítězka dvou singlových a čtrnácti deblových titulů na okruhu WTA Tour, včetně dvouhry na bastadském Swedish Open 2015. Spolu s Kiki Bertensovou prohrála ve finále čtyřhry Turnaje mistryň 2017. Na grandslamu si zahrála deblové semifinále na French Open 2019. Ukončení kariéry oznámila v únoru 2020.[25][21]
- Jekatěrina Makarovová (* 7. června 1988 Moskva, Sovětský svaz), profesionálka od roku 2004, ve dvouhře žebříčku WTA nejvýše postavená na 8. místě v dubnu 2015 a ve čtyřhře na 1. místě během června 2018. Vítězka tří singlových a patnácti deblových titulů na okruhu WTA Tour. Na grandslamu se šestkrát probojovala do čtvrtfinále dvouhry, z nichž do semifinále postoupila na US Open 2014 a Australian Open 2015. V páru s Jelenou Vesninovou vyhrála čtyřhru na French Open 2013, US Open 2014 a ve Wimbledonu 2017. Smíšenou soutěž ovládla po boku Bruna Soarese na US Open 2012. S Vesninovou se staly olympijskými vítězkami ve čtyřhře Letní olympiády 2016 v Riu de Janeiru a šampionkami Turnaje mistryň 2016. Ukončení kariéry oznámila během St. Petersburg Ladies Trophy 2020.[26][21]
- María José Martínezová Sánchezová (* 12. srpna 1982 Murcia, Španělsko), profesionálka od roku 1998, ve dvouhře žebříčku WTA nejvýše postavená na 19. místě v květnu 2010 a ve čtyřhře na 4. místě během července 2010. Vítězka pěti singlových a dvaceti jedna deblových titulů na okruhu WTA Tour včetně Rome Masters 2010 ve dvouhře. D dlouhodobou spoluhráčkou Nurií Llagosteraovou Vivesovou odešla poražena z deblových semifinále na French Open 2010 a 2012, rovněž tak na US Open 2012. Společně vyhrály Turnaj mistryň 2009. Po boku Tommyho Robreda reprezentovala Španělsko na Hopmanově poháru 2010, na němž triumfovali. Ukončení kariéry oznámila během ledna 2020.[27][21]
- Mandy Minellaová (* 22. listopadu 1985 Esch-sur-Alzette, Lucembursko), profesionálka od roku 2001, ve dvouhře žebříčku WTA nejvýše postavená na 66. místě v září 2012 a ve čtyřhře na 47. místě během dubna 2013. Vítězka dvou deblových titulů na okruhu WTA Tour v páru s Tímeou Babosovu. Z jediného finále dvouhry na Ladies Championship Gstaad 2018 odešla poražena. V sérii WTA 125K vybojovala jednu trofej ve dvouhře a tři ve čtyřhře. Ukončení kariéry oznámila v roce 2020.[28][21]
- Jessica Mooreová (* 16. srpna 1990 Perth, Austrálie), profesionálka od roku 2008, ve dvouhře žebříčku WTA nejvýše postavená na 138. místě v říjnu 2008 a ve čtyřhře na 55. místě během května 2019. Vítězka dvou deblových titulů na okruhu WTA Tour. V rámci okruhu ITF získala čtyři trofeje ve dvouhře a třicet jedna ve čtyřhře. Z deblové soutěže Her Commonwealthu 2010 v Dillí si odvezla s Olivií Rogowskou stříbrnou medaili. Na grandslamu nepřekročila v žádné soutěži druhé kolo. Ukončení kariéry oznámila na lednovém Australian Open 2020.[29]
- Aleksandrina Najdenovová (* 29. února 1992 Plovdiv, Bulharsko), profesionálka od roku 2007, ve dvouhře žebříčku WTA nejvýše postavená na 218. místě v září 2019 a ve čtyřhře na 95. místě během září 2017. V kariéře se pohybovala dominantně na okruhu ITF, kde vybojovala deset singlových a čtrnáct deblových trofejí. Na grandslamu si zahrála pouze čtyřhru Australian Open 2014. Na konci listopadu 2020 byla ve 28 letech doživotně diskvalifikována z profesionálního tenisu, když Jednotka pro bezúhonnost tenisu odhalila řadu jejích podvodů v ovlivňování výsledků se sázkaři, stejně jako nespolupráci s vyšetřovateli. Uložena jí byla pokuta 150 tisíc dolarů.[30][21]
- Romina Oprandiová (* 29. března 1986 Jegenstorf, Švýcarsko), profesionálka od roku 2005, ve dvouhře žebříčku WTA nejvýše postavená na 32. místě v červnu 2013 a ve čtyřhře na 112. místě během května 2007. Na okruhu WTA Tour vyhrála čtyřhru Morocco Open 2014 s Garbiñe Muguruzaovou. Ve dvouhře téhož marockého turnaje si zahrála jediné singlové finále WTA. Z okruhu ITF si odvezla dvacet šest singlových a jedenáct deblových titulů. Ukončení kariéry oznámila v květnu 2020.[31][32][21]
- Pauline Parmentierová (* 31. ledna 1986 Cucq, Francie), profesionálka od roku 2000, ve dvouhře žebříčku WTA nejvýše postavená na 40. místě v červenci 2008 a ve čtyřhře na 89. místě během dubna 2012. Vítězka čtyř singlových titulů na okruhu WTA Tour. Na grandslamu se nejdále probojovala do osmifinále dvouhry French Open 2014. Francii reprezentovala ve dvouhře a čtyřhře Letních olympijských her 2008 v Pekingu. Jako členka francouzského týmu se stala vítězkou Fed Cupu 2019. Ukončení kariéry oznámila během ledna 2020.[33][34][21]
- Teliana Pereirová (* 20. července 1988 Águas Belas, Brazílie), profesionálka od roku 2005, ve dvouhře žebříčku WTA nejvýše postavená na 43. místě v říjnu 2015 a ve čtyřhře na 117. místě během září 2013. Vítězka dvou singlových titulů na okruhu WTA Tour, čímž se stala první brazilskou vítězkou dvouhry po 32 letech. V rámci túry ITF vybojovala dvacet dva trofejí ve dvouhře a deset ve čtyřhře. Na grandslamu nepřekročila v žádné soutěži druhé kolo. Brazílii reprezentovala ve dvouhře a čtyřhře Letních olympijských her 2016 v Riu de Janeiru. Ukončení kariéry oznámila během září 2020.[35][36][21]
- Magdaléna Rybáriková (* 4. října 1988 Piešťany, Československo), profesionálka od roku 2005, ve dvouhře žebříčku WTA nejvýše postavená na 17. místě v březnu 2018 a ve čtyřhře na 50. místě během června 2011. Vítězka čtyř singlových a jednoho deblového titulu Na okruhu WTA Tour vyhrála čtyři singlové tituly včetně obhájené trofeje na washingtonském Citi Open. Ve čtyřhře vybojovala jeden titul v páru s Janette Husárovou. Jako první Slovenka postoupila v roce 2017 do semifinále dvouhry ve Wimbledonu. Stejnou fázi si zahrála také ve čtyřhře Wimbledonu 2014. Se slovenským týmem postoupila do semifinále Fed Cupu 2013. Ukončení kariéry plánovala v dubnovém finále Fed Cupu 2020, které však bylo o rok odloženo. Oficiální završení tenisové dráhy tak sdělila prostřednictvím sociálních sítí v říjnu 2020.[37][21]
- Sílvia Solerová Espinosová (* 19. listopadu 1987 Elche, Španělsko), profesionálka od roku 2003, ve dvouhře žebříčku WTA nejvýše postavená na 54. místě v květnu 2012 a ve čtyřhře na 39. místě během dubna 2014. Na okruhu WTA Tour vyhrála jeden deblový turnaj na Connecticut Open 2014 s Andrejou Klepačovou. Ve dvouhře skončila dvakrát jako poražená finalistka. Na grandslamu se nejdále probojovala čtvrtfinále čtyřhry na Australian Open	2013 a 2014 a French Open 2015. Španělsko reprezentovala na Letních olympijských hrách 2012 v Londýně. Ukončení kariéry oznámila v květnu 2020.[38]
- Carla Suárezová Navarrová (* 3. září 1988 Las Palmas de Gran Canaria, Španělsko), profesionálka od roku 2003, ve dvouhře žebříčku WTA nejvýše postavená na 6. místě v únoru 2016 20 a ve čtyřhře na 11. místě během dubna 2015. Vítězka dvou singlových a tří deblových titulů na okruhu WTA Tour. Do prvního grandslamového čtvrtfinále na French Open 2008 se probojovala z kvalifikace. Celkově si čtvrtfinálovou fázi dvouhry na grandslamech zahrála sedmkrát, nikdy však z ní nepostoupila. Jedinou semifinálovou účast na turnajích velké čtyřky tak zaznamenala ve čtyřhře French Open 2014 po boku Garbiñe Muguruzaové. Společně pak skončily jako poražené finalistky ve čtyřhře Turnaje mistryň 2015. Během září 2020 jí byl diagnostikován Hodgkinův lymfom a následující měsíc ukončila kariéru. Již předtím plánovala sezónu 2020 odehrát jako závěrečnou.[39]
- Maria Šarapovová (* 19. dubna 1987 Ňagaň, Sovětský svaz), profesionálka od roku 2001, ve dvouhře žebříčku WTA nejvýše postavená na 1. místě v srpnu 2005 a ve čtyřhře na 41. místě během června 2004. Na grandslamu vyhrála Wimbledon 2004, US Open 2006, Australian Open 2008 a French Open v letech 2012 a 2014. Stala se tak desátou hráčkou historie, která zkompletovala kariérní grandslam. V rámci celého okruhu WTA vybojovala třicet šest singlových a čtyři deblové tituly. Triumfovala rovněž na Turnaji mistryň 2004 a s ruským týmem ve Fed Cupu 2008. Na Letních olympijských hrách 2012 v Londýně byla vlajkonoškou ruské výpravy, jako první žena s tímto posláním v historii sovětských a ruských účastí.[40] Z olympijské dvouhry si odvezla stříbrnou medaili. Po pozitivním dopingovém nálezu na Australian Open 2016 obdržela 15měsíční zákaz startu. Poslední turnaj odehrála na Australian Open 2020 a završení profesionální dráhy oznámila v únoru téhož roku.[41][42][43] K datu ukončení byla historicky druhou nejlépe vydělávající sportovkyní světa po Sereně Williamsové, s odhadovaným příjmem 325 milionů dolarů včetně zisku z obchodních smluv.[44]
- Anna Tatišviliová (* 3. února 1990 Tbilisi, Sovětský svaz), profesionálka od roku 2005, ve dvouhře žebříčku WTA nejvýše postavená na 50. místě v říjnu 2012 a ve čtyřhře na 59. místě během května 2012. Na okruhu WTA Tour zvítězila ve čtyřhře Generali Ladies Linz 2014 po boku Ioany Raluky Olaruové. Z dalších dvou deblových finále odešla poražena. V rámci okruhu ITF získala jedenáct trofejí ve dvouhře. Na grandslamu se nejdále probojovala do osmifinále US Open 2012. Gruzii reprezentovala ve dvouhře a čtyřhře Letních olympijských her 2012 v Londýně. Od sezóny 2014 nastupovala za Spojené státy americké. Po dlouhodobých komplikacích s kotníkem se rozhodla ukončit kariéru v březnu 2020.[45]
- Caroline Wozniacká (* 11. července 1990 Odense, Dánsko), profesionálka od roku 2005, ve dvouhře žebříčku WTA nejvýše postavená na 1. místě v říjnu 2009 a ve čtyřhře na 52. místě během září 2009. Stala se první ženskou světovou jedničkou ze Skandinávie. Na vrcholu klasifikace strávila 71 týdnů. V rámci okruhu WTA Tour získala celkem třicet singlových a dva deblové tituly. Triumfovala na Australian Open 2018 a jako poražená finalistka skončila na US Open 2009 a 2014. Ovládla také Turnaj mistryň 2017 v Singapuru. Finálové účasti dosáhla již na Turnaji mistryň 2010 v Dauhá. Tři trofeje si odvezla z tokijského Pan Pacific Open. Kariéru ukončila po vyřazení od Džabúrové ve třetím kole lednového Australian Open 2020.[46][47][43]

## Obnovení kariéry
Seznam uvádí významné tenistky, které obnovily kariéru účastí na turnajích v roce 2020:
- Kim Clijstersová (* 8. června 1983 Bilzen, Belgie) bývalá světová jednička se po druhém ukončení kariéry do profesionálního tenisu vrátila únorovým Dubai Tennis Championships, kde ji na úvod vyřadila Garbiñe Muguruzaová. Jednalo se o její první utkání na okruhu od 29. srpna 2012, kdy ve druhém kole US Open 2012 podlehla Lauře Robsonové.[48]
- Cvetana Pironkovová (* 13. září 1987 Plovdiv, Bulharsko), bývalá 31. hráčka žebříčku WTA se po narození syna v dubnu 2018, a rekonvalescenci zraněného ramene, mezi profesionálky vrátila na US Open 2020, kde ji ve čtvrtfinále vyřadila Serena Williamsová.[49]

## Rozpis bodů
Tabulka přidělovaných bodů hráčkám na turnajích okruhů WTA Tour 2020.
| Grand Slam (S) | 2000 | 1300 | 780                                                            | 430                                                            | 240                                                            | 130                                                            | 70                                                             | 10                                                             | 40                                                             | 30                                                             | 20                                                             | 2                                                              |
| Grand Slam (D) | 2000 | 1300 | 780                                                            | 430                                                            | 240                                                            | 130                                                            | 10                                                             | —                                                              | 40                                                             | —                                                              | —                                                              | —                                                              |
| WTA Final (S/D) | +750 | +330 | (250 za každou výhru, 125 za každou prohru v základní skupině) | (250 za každou výhru, 125 za každou prohru v základní skupině) | (250 za každou výhru, 125 za každou prohru v základní skupině) | (250 za každou výhru, 125 za každou prohru v základní skupině) | (250 za každou výhru, 125 za každou prohru v základní skupině) | (250 za každou výhru, 125 za každou prohru v základní skupině) | (250 za každou výhru, 125 za každou prohru v základní skupině) | (250 za každou výhru, 125 za každou prohru v základní skupině) | (250 za každou výhru, 125 za každou prohru v základní skupině) | (250 za každou výhru, 125 za každou prohru v základní skupině) |
| Premier Mandatory (96S) | 1000 | 650  | 390                                                            | 215                                                            | 120                                                            | 65                                                             | 35                                                             | 10                                                             | 30                                                             | —                                                              | 20                                                             | 2                                                              |
| Premier Mandatory (64/60S) | 1000 | 650  | 390                                                            | 215                                                            | 120                                                            | 65                                                             | 10                                                             | —                                                              | 30                                                             | —                                                              | 20                                                             | 2                                                              |
| Premier Mandatory (28/32D) | 1000 | 650  | 390                                                            | 215                                                            | 120                                                            | 10                                                             | —                                                              | —                                                              | —                                                              | —                                                              | —                                                              | —                                                              |
| Premier 5 (56S,64Q) | 900  | 585  | 350                                                            | 190                                                            | 105                                                            | 60                                                             | 1                                                              | —                                                              | 30                                                             | 22                                                             | 15                                                             | 1                                                              |
| Premier 5 (56S,48/32Q) | 900  | 585  | 350                                                            | 190                                                            | 105                                                            | 60                                                             | 1                                                              | —                                                              | 30                                                             | —                                                              | 20                                                             | 1                                                              |
| Premier 5 (28D) | 900  | 585  | 350                                                            | 190                                                            | 105                                                            | 1                                                              | —                                                              | —                                                              | —                                                              | —                                                              | —                                                              | —                                                              |
| Premier 5 (16D) | 900  | 585  | 350                                                            | 190                                                            | 1                                                              | —                                                              | —                                                              | —                                                              | —                                                              | —                                                              | —                                                              | —                                                              |
| Premier 700 (56/48S) | 470  | 305  | 185                                                            | 100                                                            | 55                                                             | 30                                                             | 1                                                              | —                                                              | 25                                                             | —                                                              | 13                                                             | 1                                                              |
| Premier 700 (32S, 32Q) | 470  | 305  | 185                                                            | 100                                                            | 55                                                             | 1                                                              | —                                                              | —                                                              | 25                                                             | 18                                                             | 13                                                             | 1                                                              |
| Premier 700 (32S, 24/16Q) | 470  | 305  | 185                                                            | 100                                                            | 55                                                             | 1                                                              | —                                                              | —                                                              | 25                                                             | —                                                              | 13                                                             | 1                                                              |
| Premier 700 (30/28S, 24Q) | 470  | 305  | 185                                                            | 100                                                            | 55                                                             | 1                                                              | —                                                              | —                                                              | 25                                                             | —                                                              | 18                                                             | 1                                                              |
| Premier 700 (16D) | 470  | 305  | 185                                                            | 100                                                            | 1                                                              | —                                                              | —                                                              | —                                                              | —                                                              | —                                                              | —                                                              | —                                                              |
| WTA Elite Trophy (12S) | +460 | +200 | (120 za každou výhru, 40 za každou prohru v základní skupině)  | (120 za každou výhru, 40 za každou prohru v základní skupině)  | (120 za každou výhru, 40 za každou prohru v základní skupině)  | (120 za každou výhru, 40 za každou prohru v základní skupině)  | (120 za každou výhru, 40 za každou prohru v základní skupině)  | (120 za každou výhru, 40 za každou prohru v základní skupině)  | (120 za každou výhru, 40 za každou prohru v základní skupině)  | (120 za každou výhru, 40 za každou prohru v základní skupině)  | (120 za každou výhru, 40 za každou prohru v základní skupině)  | (120 za každou výhru, 40 za každou prohru v základní skupině)  |
| International (32S, 48/32Q) | 280  | 180  | 110                                                            | 60                                                             | 30                                                             | 1                                                              | —                                                              | —                                                              | 18                                                             | 14                                                             | 10                                                             | 1                                                              |
| International (32S, 24/16Q) | 280  | 180  | 110                                                            | 60                                                             | 30                                                             | 1                                                              | —                                                              | —                                                              | 18                                                             | —                                                              | 12                                                             | 1                                                              |
| International (32S, 8Q) | 280  | 180  | 110                                                            | 60                                                             | 30                                                             | 1                                                              | —                                                              | —                                                              | 18                                                             | —                                                              | —                                                              | 1                                                              |
| International (16D) | 280  | 180  | 110                                                            | 60                                                             | 1                                                              | —                                                              | —                                                              | —                                                              | —                                                              | —                                                              | —                                                              | —                                                              |
| QV – vítězka kvalifikace, Q1–3 – 1. až 3. kolo kvalifikace, (xS/Q/D) – „x“ počet hráček v soutěži dvouhry/kvalifikace/čtyřhry) |      |      |                                                                |                                                                |                                                                |                                                                |                                                                |                                                                |                                                                |                                                                |                                                                |                                                                |